# فول آوت بوي
فول آوت بوي (بالإنجليزية: Fall Out Boy)‏ هي فرقة روك أمريكيَّة تشكَّلت في عام 2001 في ضاحية ويلميت وهي أحد ضواحي مدينة شيكاغو بولاية إلينوي الأمريكيَّة. تتألَّف الفرقة من المغني الرئيسيّ وعازف الغيتار الإيقاعيّ باتريك ستامب، وعازف غيتار البيس بيت وينتز، وعازف الغيتار الرئيسيّ جو تروهمان، وقارع الطبول أندي هيرلي. تعود أصول الفرقة إلى أوساط ثقافة موسيقى الهاردكور بانك التي كان مزدهرة في شيكاغو خلال الفترة التي سبقت نشأة الفرقة حيث كان لجميع أعضاء الفرقة مشاركة في هذا الجو الموسيقيّ بطريقة أو أخرى. تأسَّست الفرقة على يد وينتز، وتروهمان اللَذين ارتأيا لها في بادئ الأمر أن تكون فرقة بوب بانك جانبيَّة على هوامش مشاركتهما الموسيقيَّة الرئيسيَّة في فرق الهاردكور التي كانوا ملتزمين في العزف معها. سرعان ما انضم ستامب للفرقة بعد فترة قصيرة من تأسيسها. هذا وقد تعاقب على الفرقة عدد من قارعي الطبول قبل استقرار الأعضاء على هيرلي الذي غدا عضوًا دائمًا. أصدرت الفرقة ألبومها الأول تحت عنوان «تيك ذيس تو يور غريف» عام 2003. استطاع الألبوم تحقيق نجاح ملحوظ في الأوساط الموسيقيَّة الفرعيَّة من المستمعين مما ساعد على ظهور قاعدة شعبيَّة متفانيَّة من المعجبين استطاعت الفرقة توسيعها بعد النجاح التجاري الذي حقَّقته، ومن خلال التجوال وأداء الحفلات الموسيقيَّة دون هوادة. يُعتبر «تيك ذيس تو يور غريف» من الألبومات الأساسيَّة المؤثِّرة على موسيقى البوب بانك خلال العقد الأول من القرن الواحد والعشرين.
في عام 2005، كانت الفرقة قد أصدرت ألبومها الثاني الذي حملَ عنوان «فروم أندر ذا كورك تري»، وذلك في الوقت الذي تولَّى فيه وينتز كتابة أغاني الفرقة وستامب تلحينها. أصدرت الفرقة هذا الألبوم بعد توقيعها مع شركة تسجيلات ضخمة وصدر منه أغنيتين مفردتين استطاعتا تحقيق نجاح تجاريّ كبير. دخل الألبوم الفئة البلاتينيَّة المزدوجة من ناحية المبيعات التي حقَّقها ما جعل الفرقة تدخل عالم النجومية من أوسع أبوابه. كما أصبح وينتز محط انتباه أخبار المشاهير والصحف الصفراء. وفي 2006، ترشَّحت الفرقة لجائزة غرامي عن فئة أفضل فنان جديد. في عام 2007، تصدَّر ألبوم الفرقة التالي الذي حمل عنوان «إنفينتي أون هاي» لائحة بيلبورد 200 لترتيب المبيعات الموسيقيَّة حيث بلغت مبيعاته خلال الأسبوع الأول من صدوره 260 ألف وحدة. صدر عن الألبوم أغنيتين منفردتين ترويجيتين احتلتا مراتب عاليَّة نسبيًا على لوائح المبيعات. أمَّا ألبوم الفرقة الرابع الذي حمل عنوان «فولي آدو» فحظي بردود فعل متفاوتة بين المعجبين ولم يحقق النجاح التجاريّ المرجو. أصدرت الفرقة بعدها ألبومًا تجميعيًا يضم أشهر أغانيهم، وتبع ذلك أخذ الفرقة لفترة استراحة دامت من عام 2009 حتى عام 2012 بغية «التخلص من الضغوط». عمل الأعضاء خلال هذه الفترة على مشاريع موسيقيَّة جانبيَّة بعيدًا عن الفرقة.
اجتمعت الفرقة من جديد لتصدر ألبومها الخامس الذي حمل عنوان «سيف روك أند رول» (2013) ليغدو ثاني ألبوم يتصدر لوائح المبيعات في المرتبة الأولى عند صدوره. صدرت عن الألبوم الأغنية المنفردة «ماي سونغز نو وات يو ديد إن ذا دارك». كما أصدرت الفرقة في نفس العام ألبومًا قصيرًا يتألَّف ثمانية أغاني مُتأثرة بالبانك كانت الفرقة قد سجَّلتها خلال جلسة تسجيل دامت يومين مع المُنتج راين آدمز. تصدر ألبوم الفرقة السادس الذي حمل عنوان «أميركان بيوتي/أميركان سايكو» (2015) المرتبة الأولى على لائحة مبيعات بيلبورد 200. صدر عن هذا الألبوم الأغنية المنفردة التي حملت اسم «سينتشيوريز» التي وصلت للمراتب العشر الأوائل بالإضافة إلى أغنية «أوما ثورمان» التي وصلت للمرتبة الثانية والعشرون على لائحة بيلبورد هوت 100. وقد أعقب ذلك صدور أول ألبوم ريمكس موسيقيّ تطرحه الفرقة منذ انطلاقها حيث احتوى الألبوم على ريمكسات لجميع أغاني الألبوم السادس قام بها فنانين مختلفين ومن بينهم ميغوس، وويز خليفة.
كذلك تصدَّر ألبوم الفرقة السابع الذي حمل عنوان «مانيا» (2018) لوائح المبيعات في المرتبة الأولى مما جعله رابع ألبوم تصدره يصل للمرتبة الأولى وسادس ألبوم يحتل مرتبة ما ضمن المراتب العشر الأوائل. تضَّمنت جولة الحفلات الموسيقيَّة التي صاحبت صدور الألبوم في الأسواق عرضًا حيًّا في ملعب ريغلي لكرة القاعدة بشيكاغو وهو أول حفلة موسيقيَّة تترأس فيها الفرقة عرضًا في مُدرَّج رياضيّ. كما شهد نفس العام فوز الفرقة بثاني ترشيح لجائزة غرامي في تاريخها عن فئة أفضل ألبوم روك. في سبتمبر عام 2019، أُعلِن عن جولة موسيقيَّة ثلاثيَّة ضخمة شملت بالإضافة إلى فول آوت بوي كلًا من فرقة ويزر، وفرقة غرين داي. أصدرت كل فرقة من الفرق الشهيرة الثلاث أغانٍ جديدة بهدف الترويج للجولة حيث أصدرت الفرقة ثاني ألبوم تجميعيّ في مسيرتها، فضلًا عن أغنية منفردة حملت اسم «دير فيوتشر سيلف (هيدز آب)». تقرَّر لهذه الجولة المُشتركة أن تشمل كلًا من أمريكا الشماليَّة، وأوروبا، وأوقيانوسيا. وتُعدّ أول جولة موسيقيَّة تشمل عروضًا في مُدرَّجات رياضية في تاريخ الفرقة مثل مُدرَّج ريغلي، ومُدرَّج دودجر، ومُدرَّج لندن.

## التاريخ

### السنوات الأولى (2001-2002)
تشكَّلت فرقة فول آوت بوي عام 2001 في ضاحية ويلميت التابعة لمدينة شيكاغو على يد الصديقين بيت وينتز، وجو تروهمان. كان وينتز من الشخصيات البارزة في الوسط الثقافيّ الفرعيّ الصغير نسبيًا لموسيقى الهاردكور بانك الذي كان مُزدهرًا في شيكاغو خلال فترة أواخر تسعينيات القرن العشرين حيث عزف وينتز مع عدة فرق نشطة في هذه الثقافة الفرعيَّة مثل فرقة بيرثرايت، وفرقة إكستينشن، وفرقة فرست بورن، فضلًا عن مشاركته في فرقة الميتال كور آرما أنجيلس. كما كان وينتز نشطًا مع فرقة ريستريتور الأكثر انخراطًا في عالم السياسة حتى بلغ ذلك درجة ظهور الفرقة على أغلفة عدة مجلات موسيقيَّة مستقلة خاصَّة بالمشهد قبل إصدارها لأي مواد موسيقيَّة. شعر وينتز في هذه الفترة بدرجة متزايدة من عدم الرضا إزاء تغير الطبائع في الجو الموسيقي الذي كان جزءًا منهُ حيث اعتبرَ أنَّ الوسط بدأ بالابتعاد عن النشاط السياسيّ لتتجه فرقه صوب التشديد على إثارة حماسة الجموع من خلال الموسيقى التي عزفتها وخروج عازفيها عن النسق الموسيقي وهو من المميزات البارزة التي اشتهرت فيها موسيقى الهاردكور بانك. بادر وينتز مع صديقه تروهمان إلى تشكيل فرقة بوب بانك جانبيَّة على هوامش مشاركتهما الموسيقيَّة الرئيسيَّة، وجاء ذلك على خلفية تراجع الحماسة لفرقة آرما أنجيلس. كانت الفكرة من الفرقة أن تكون بمثابة مشروع موسيقيّ جانبيّ يتميز ببسطاته ويبتعد بعض الشيء عن الوسط الموسيقيّ الأكبر. وبعدها التقى تروهمان بباتريك ستامب في أحد متاجر الكتب بضاحية ويلميت. كان ستامب حينها قارع الطبول في إحدى فرق الغريندكور المحليَّة ومجموعة أخرى من الفرق «غير المتمكِّنة» على حد وصف الأخير. حصل اجتماع الشابين في المكتبة بعدما قاطع ستامب حديثًا حول موسيقى فرقة نيروسيس ليصوِّب الأخير تصنيفها الموسيقيّ، وسرعان ما انتقل الحديث ليتناول موضوع الفرقة الجديدة التي أسَّسها وينتز (المشهور نسبيًا) مع تروهمان. رأى ستامب أن يغتنم فرصة اللقاء هذه حتى يجرب العزف مع وينتز الذي كان حينها مشهورًا في أوساط موسيقى الهاردكور المحليَّة ولذلك فأعطى تروهمان رابط صفحته على أحد مواقع مشاركة الملفات الموسيقيَّة والتي احتوت على أغانٍ سجَّلها ستامب صوتيًا. أراد ستامب أن يتولَّى العزف على الطبول في الفرقة، بيدَّ أنَّ ستامب حثَّه على إحضار غيتاره الصوتيّ للعزف أمامهما. وبالفعل فقد انبهر الصديقان من الأغاني التي غنَّاها ستامب من ألبوم «ثرو بيينغ كول» لفرقة سيفز ذا داي. كان وينتز يريد جعل زيمله في فرقة ريستريتور أندي هيرلي قارعًا للطبول في الفرقة الجديدة، ولكن الأخير كان غير مهتمًا بالأمر بالإضافة إلى إنشغاله في مشاريع أخرى.
كانت أول حفلة موسيقيَّة صغيرة تعزف فيها الفرقة في إحدى المقاهي المحليَّة ضمن حرم جامعة دي بول مع فرقتين أخرتين واحدة منهما عزفت ألبوم «بلاك سابث» بأكمله من بدايته حتى نهايته. تضمن هذا الأداء الأول للفرقة كلًا من عازف الغيتار جون فلاماندان وقارع الطبول بن روز. وصفت الفرقة لاحقًا أدائهم هناك بـ«السيء والأخرق»، ولكن ظل تروهمان يحاول المضي قدمًا بالفرقة وتحسين أدائها فكان يجمع الأعضاء من أجل التدرب. تجادل وينتز وستامب على اسم الفرقة الجديدة فالأول كان يريد اسمًا ساخرًا طويلًا دون داعي فيما أراد الآخر اسمًا يذكِّر بالمغني توم ويتس. وضعت الفرقة قائمة قصيرة بالأسماء المقترحة منها كان اسم «فول آوت بوي» وهي شخصية في مسلسل عائلة سيمبسون وقصص بونغو المصوَّرة. فاز هذا الاسم بعدد الأصوات الأكبر بين الأعضاء ليصبح الاسم المفترض للفرقة. عزفت الفرقة في ثاني حفلة موسيقيَّة لها في إحدى الجامعات جنوب ولاية إلينوي مع فرقة ذا كيلنغ تري. بدأ وينتز أداء الفرقة بالتعريف بأنفسهم حيث ذكر الأخير اسمًا طويلًا للغاية على حد ما يتذكره ستامب. وفجأة صرخ أحد الموجودين ضمن الحضور شاتمًا يقول له «اسمكم فقط هو فول آوت بوي!». هذا وقد أشار المغني الرئيسيّ للفرقة الأخرى التي عزفت معهم تيم ميكلراث للفرقة بهذا الاسم. وهكذا غدا «فول آوت بوي» الاسم الذي اتخذته الفرقة لنفسها بمرور الوقت على اعتبار هذه الحادثة والإعجاب الكبير الذي أبداه ستامب وتروهمان لمسلسل عائلة سيمبسون. سجَّلت الفرقة أول شريط سمعيّ ترويجيّ لها في قبو بن روز، ولكن انتقلت الفرقة بعدها إلى ولاية ويسكونسن حتى تعمل على تسجيل شريط ترويجيّ بجودة أعلى مع جاريد لوغان وهو قارع الطبول في فرقة 7 أنجيلز 7 بلاغز الذي كان وينتز يعرفه من خلال معارفه في أوساط ثقافة موسيقى الهاردكور المحليَّة.
تعاقب على الفرقة عدد من الأعضاء الذين قضوا فيها فترات قصيرة نسبيًا مثل قارع الطبول مايك بارسكوفيتش من فرقة سوبسست، وعازف الغيتار تي جاي راسين كونيش. كان ستامب في هذه الفترة غير مهتمًا بالفرقة لدرجة كبير، في حين كان وينتز وفقًا لما ذكره شون موتاكي صاحب شركة تسجيلات آبرايزنغ يرى في الفرقة «الشيء الذي سيجعله شهيرًا. إذ كان لديه رؤية واضحة.» انصب تركيز وينتز الوحيد على نقل الأمور برمتها إلى مستوى آخر تمامًا حيث بادر الأخير بالترويج للفرقة على وسائل التواصل الاجتماعيّ التي كانت حينها في بداياتها. سمع شون موتاكي بالشريط الترويجيّ للفرقة، واعتزم طرح نصف الأغاني الموجودة عليه كألبوم قصير بالتشارك مع أغاني أخرى من فرقة روكيت التي كان هيرلي عضوًا فيها. في حين نظر أعضاء الفرقة إلى روكيت كفرقة منافسة لهم. أرادت شركة آبرايزنغ للتسجيلات الموسيقيَّة إصدار ألبوم مع الفرقة التي كانت حينها جديدة على الساحة، بيدَّ أنَّ الفرقة لم تؤلِّف حتى تلك اللحظة سوى ثلاثة أغاني فقط. وهكذا بدأت الفرقة بمساعدة من لوغان عملها على تسجيل مجموعة من الأغاني خلال فترة يومين. طرحت شركة التسجيل هذه الأغاني في الأسواق كألبوم قصير مُصغَّر، إلَّا أنَّ الفرقة لم تشعر بالرضا إزاء الألبوم القصير الذي تعجَّلت الفرقة في تأليفه وتسجيله دون تطور أغانيه إلى حد كافي. اقترح مهندس الصوت شون أوكيف عندما ذهبت الفرقة للعمل في استديوهات سمارت بمدينة ماديسون أن تقوم الفرقة بتسجيل لثلاثة أغاني مع هيرلي لتوزيعها على أسطوانات فونوغرافيَّة من قياس سبعة إنش. وفي الأثناء كان هيرلي أيضًا حينها يعمل على تسجيل ألبوم قصير مع فرقته الجديدة كيل بيل في مدينة شيكاغو، ولكن سرعان ما توجَّه إلى ماديسون لينضم إلى الفرقة قارعًا للطبول. ذكر وينتز لاحقًا أنَّ مشاركة أندي هيرلي في بادئ الأمر كانت فقط لسد فراغ قارع الطبول الشاغر لا أكثر، ولكن سرعان ما اندمج هيرلي بصورة مُثلى وفقًا لما ذكره وينتز.

### بوادر النجاح والألبوم الأول (2003-2004)
اتفقت الفرقة على القيام بجولة حفلات موسيقيَّة مع فرقة سبيتافيلد، ولكن لم يستطع مايك بارسكوفيتش أخذ إجازات من عمله، في حين اتفق أعضاء الفرقة على طرد عازف الغيتار كونيش بعدما «سئِمَ جميعهم منهُ». حلَّ صديق الفرقة براندون هام محل كونيش بصورة مؤقَّتة، في حين تولى كريس إنفي من فرقة شوأوف السابقة قرع الطبول. ولكن سرعان ما خرج كليهما من الفرقة قبل انطلاق جولة الحفلات الموسيقيَّة. وهكذا عرضت الفرقة من جديد على هيرلي سد الفراغ قارعًا على الطبول، في حين استعار ستامب أحد غيتارات تروهمان ليعزف فيها بالجولة. أُلغيت معظم حجوزات الفرقة في هذه الجولة ولكن ظلت الفرقة عازمة على الظهور والعزف في أي مكان استطاعت فيه حتى يذكر وينتز أنَّهم كانوا يخبرون المطاعم والحانات والمقاهي أنهم يرضون أخذ البيتزا مقابل عزفهم. اتفق الأعضاء بعد بعد انتهاء الجولة على جعل هيرلي القارع الجديد الدائم للفرقة. بدأت الفرقة في نفس الوقت البحث عن شركات تسجيل موسيقيَّة تتبنى إصدار الأغاني الترويجيَّة الثلاثة التي كانوا قد سجَّلوها. وضع أعضاء الفرقة نصب أعينهم شركات التسجيل المختصَّة بفرق البوب بانك مكثفين جهودهم سعيًا للتعاقد مع شركة درايف ثرو للتسجيلات الموسيقيَّة. لم يحظى عزف الفرقة أمام مؤسسي الشركة بردة الفعل التي توقعتها الفرقة، إذ عُرِضَ عليهم التعاقد مع شركة راشمور الجانبيَّة وليس  شركة درايف ثرو. قابل أعضاء الفرقة هذا العرض بالرفض. أمَّا مفاوضات الفرقة مع شركة ميلشا غروب وشركة فيكتوري للتسجيلات فكانت أكثر إثمارًا. أصبح في هذه الفترة بوب مكلين من شركة كراش للإدارة المدير الأول في تاريخ الفرقة. عادت الفرقة إلى الاستديو مع أوكيف للبدأ في العمل على تسجيل عدة أغاني ترويجيَّة جديدة بهدف شد انتباه شركات التسجيل للفرقة. بدأ يساور وينتز خلال هذه المرحلة مشاعر بأنَّ وجوده في الفرقة من عدمه لم يحدث أي تأثير يذكر. بيدَّ أنَّ صديقه ستامب غضب منه وصرخ قائلًا: «لا هذا ليس عادلًا! لا تتركني مع هذه الفرقة!»، وحثَّه جزمًا على عدم التخلي عن الفرقة بعدما وصلوا إلى هذه المرحلة.
كانت عربة الفرقة خلال تجوالهم الموسيقي حينذاك عبارة عن شاحنة صغيرة بسيطة بمحرِّك مزوَّد بستة أسطوانات لم يشتغل منها سوى نصفها ما جعلها بطيئة الحركة. وكان محرَّكها يحتاج للهواء الساخن حتى تسير بأقصى سرعة ممكنة لها ولذلك فكانوا يشغلون تكييف الهواء الساخن طوال الوقت حتّى حين بلغت درجة حرارة الطقس 48 درجة مئوية. ويذكر وينتز أنَّ الإطارات البلاستيكيَّة المحيطة بالنوافذ ذابت من شدة الحرارة بمرور الوقت. وقال أنَّه حين تمطر السماء على الشاحنة كانوا جميعًا يبتلون. سمع جون جانيك من شركة فيولد باي رامن للتسجيلات الموسيقيَّة نسخة قديمة من إحدى أغاني الفرقة على الإنترنت، وما بِه أن لبث يفاجئ الأعضاء بالظهور في شققهم حين تواصل في الأول مع ستامب، ومن ثم مع وينتز ودام الحديث معهما لمدة ساعة كاملة. عرض روب ستيفنسون من شركة آيلاند ريكوردز للتسجيلات الموسيقيَّة صفقة مخصوصة لرعاية الفرقة هي الأولى من نوعها على حد تعبير الأخير حيث كانت الفكرة منها هو إعطاء الفرقة للمال حتى يستطيعوا التوقيع مع شركة فيولد باي رامن على عقد تُمول فيه إصدار ألبومهم الأول فقط. كان الهدف من ذلك هو زيادة مستوى شعبية الفرقة حتى تتمكن شركة آيلاند ريكوردز من نشر أغاني الفرقة على المحطات الإذاعيَّة بعد إصدارهم لألبومهم الثاني. كانت شركة فيولد باي رامن حينها من أصغر شركات التسجيل الموسيقيَّة المُستقلة التي سعت جاهدة لتوقيع عقد مع الفرقة وهو ما حصل (ولو كان عقدًا مؤقَّتًا) بعدما اتفقت الفرقة مع الشركة على إصدار أول ألبوم لها من خلالها. كان لهذه الشركة الفضل في مساعدة الفرقة على توسيع قاعدة من المعجبين الذين أحبوا ما كانت تقدمه الفرقة من موسيقى. عادت الفرقة إلى استديوهات سمارت في ماديسون لتتعاون مجددًا مع أوكيف ويعملوا على تسجيل سبعة أغاني جديدة في مدة تسعة أيام، بالإضافة إلى الثلاثة أغاني التي كانوا سالفًا قد سجَّلوها على شريطهم الترويجيّ. تحدَّث ستامب عن فترة التسع أيام التي قضتها الفرقة في تسجيل الأغاني الجديدة واصفًا إياها بـ«الجنونيَّة» حيث بالكاد استطاع أعضاء الفرقة أخذ قسط كافي من النوم لم يتجاوز أحيانًا الأربع ساعات، وكانوا ينامون على الأرض في شقة إحدى صديقات حبيبة هيرلي التي سمحت لهم بقضاء الليلة هناك. أخذ وينتز أمر كلمات الأغاني على قدر كبير للغاية من الجدية بالتزامن مع نمو الفرقة وثبات الأدوار الذي أخذها كل عضو فيها على عاتقه، في حين لم يولي ستامب (الذي كان حينها يكتب معظم كلمات الأغاني) الأمر ذات القدر من الجدية. وهكذا أدَّت الخلافات الناشئة حيال الأمر في جلسات التسجيل إلى اتفاق ويتز على تولي مهمة كتابة كلمات الأغاني، وتولي ستامب مهمة تأليف الألحان.
أصدرت شركة فيولد باي ريمن للتسجيلات ألبوم الفرقة الأول الذي حمل عنوان «تيك ذيس تو يور غريف» في مايو عام 2003. أمَّا ألبوم الفرقة القصير السابق الذي حمل عنوان «إيفنينغ آوت ويذ يور غيرلفريند» فلم يصدر في الأسواق إلَّا في مارس عام 2003 بعدما حظيت الفرقة بقدر أكبر من الشهرة قبيل صدور ألبوم الاستديو الأول بقليل. قال شون موتاكي من شركة آبرايزنغ للتسجيلات الموسيقيَّة أنَّ الاستعجال في إصدار الألبوم القصير كان بدافع إكساب الفرقة بعضًا من اهتمام أذان المستمعين، ولكن فعليًا كان للفرقة أناس بالفعل مهتمين بها قبل صدور الألبوم القصير. حاولت الفرقة منع شركة آبرايزنغ من إصدار الألبوم القصير على خلفية تدهور علاقتهم مو موتاكي إذ اعتبر أعضاء الفرقة الألبوم تافهًا بلا قيمة تُذكر كونهم سجَّلوه في الوقت الذي لم يكن قد ألتحق فيه هيرلي للفرقة حتى أنَّهم لم يعترفوا به إلى حد كبير. ازدادت أعداد معجبي الفرقة بالتدريج، وذلك بالتزامن مع مساعي شركة التسجيل للدفع بنجاح ألبوم الفرقة في التيار الشعبي الموسيقي السائد. وأشار وينتز أنَّ هذه المرحلة شهدت انتهاء أجواء الحفلات التي عزفت فيها الفرقة بجو شبيه بما تسوده أعمال الشغب حيث كثيرًا ما احتشدت الجماهير وصعدت للمنصة مع الفرقة بفوضوية حتى أن عددًا من المنشأت حظرت على الفرقة العزف فيها لأجل هذا الأمر. حظيت الفرقة بإشادات إيجابيَّة بعد عزفها في مهرجان ساوث باي ساوث ويست في مدينة أوستن بولاية تكساس، بالإضافة إلى عزفها في عدة حفلات أخرى. قامت الفرقة بالعزف في خمس حفلات موسيقيَّة ضمن مهرجان ووربد الموسيقيّ الجوَّال في صيف عام 2004، وفي إحدى هذه الحفلات لم تستطع الفرقة سوى عزف ثلاثة أغاني بعد انهيار المنصة بسبب صعود الناس عليها. ساعد ظهور الفرقة على غلاف مجلة ألتيرنتيف برس الموسيقيَّة في عدد شهر أغسطس عام 2004، فضلًا عن تشغيل أغانٍ للفرقة في متاجر سلسلة هوت توبيك للموسيقى، ببلوغ مبيعات ألبوم الفرقة الأول ما بين الألفين وثلاثة ألاف وحدة كل أسبوع بحلول موسم أعياد الميلاد عام 2004. رأت شركة التسجيل في هذه المرحلة أنَّ الفرقة بدأت فعلًا بالاقتراب من تحقيق نجاح شعبيّ كبير.

### «فروم أندر ذا كورك تري» (2005-2006)

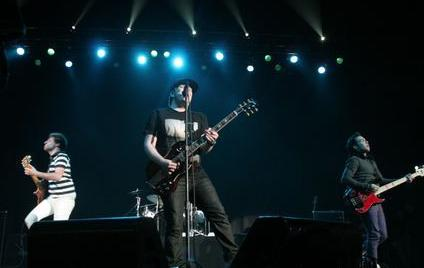
الفرقة خلال أداء لها في عام 2006.

أغرقت عدد من وسائل الإعلام الفرقة بالإثناء والمديح المُبالغ فيه، وتوقعت حصولهم على شعبية كبيرة. أصدرت الفرقة قبل عملهم على تسجيل ألبومهم الثاني ألبومًا قصيرًا/قرصًا رقميًا تألَّف من عدة أغانٍ صوتيَّة. كان هذا الألبوم القصير أول ألبوم يحتل مرتبة على لائحة بيلبورد 200 حيث وصل إلى المرتبة الثالثة والخمسون بعد المئة. أمَّا ألبوم الاستديو الثاني الذي حمل عنوان «فروم أندر ذا كورك» فكانت الفرقة قد سجَّلته في مدينة بيربانك بولاية كاليفورنيا وكانت فترة تسجيله المرة الأولى التي قضت خلالها الفرقة مدة طويلة من الزمن في كاليفورنيا. مكث أعضاء الفرقة خلال فترة عملهم على الألبوم في منزل مفروش استأجروه. اتسم مجرى العمل على هذا الألبوم بقدر أكبر من التدريجية بالمقارنة مع ألبومهم الأول الذي اُستعجِلَ في عملية تأليفه وإصداره. كان هذا الألبوم أول ألبوم للفرقة يؤلِّف فيه ستامب كامل موسيقاه ويكتب فيه وينتز جميع كلمات الأغاني. وتابعت الفرقة نفس المقاربة التي انتهجوها في بعض أغاني ألبومهم السباق. أعتقد ستامب أنَّ العملية كانت أكثر سلاسة حيث تمكن كل عضو من أعضاء الفرقة التركيز على نقاط قوته موسيقيًا، وشرح قائلًا: «لم يقع أي حديث عند عزفي الموسيقى يقول فيه [وينتز] 'لا يعجبني هذا'، أو أن يقرأ لي كلمات أغاني وأقول له 'لا تعجبني كلمات الأغاني هذه'. لقد كان الأمر طبيعيًا وممتعًا للغاية.» واجهت الفرقة رغم ذلك صعوبة كبيرة في الوصول إلى الصوت المرجو الذي أراد الأعضاء إظهاره في الألبوم لم تنفك الفرقة عن التخلص من التسجيلات التي عملت عليها ومعاودة العمل من جديد مرة تلو الأخرة. تخلَّت الفرقة عن عشرة أغاني كانت قد عمِلت عليها قبل أسبوعين فقط من بدأ التسجيل، واستعاضت عنها بثمانية أغانٍ جديدة من ضمنها أول أغنية مفردة صدرت من الألبوم، والتي حملت اسم «شوغر وير غوين داون».
في فبراير عام 2005، عانت الفرقة من نكسة بعدما أُصِيبَ وينتز بانهيار عاطفيّ، ووصل الأمر به إلى الإقدام على محاولته الانتحار وإنهاء حياته. اعتزل وينتز بنفسه عن باقي أعضاء الفرقة ولم يشعر الأعضاء بسوء حاله إلَّا عند استماعهم لكلمات الأغاني التي كتبها. كما أضحى وينتز مهوسًا بالشكوك التي ساورته، وبكارثة تسونامي المحيط الهندي حديثة الوقوع، والتي تسبَّبت بإزهاق حياة أكثر من مئتي ألف شخص. تحدَّث وينتز لاحقًا عن هذه الأمر قائلًا: «إنَّه لأمر مربك على نحو خاص عندما يكون المرء على وشك القيام بشيء كبير جدًا وتظنه سيكون فشلًا ذريعًا.» أخذ وينتز عددًا من أقراص أتيفان لعلاج القلق (واصفًا الأمر بـ«التداوي المفرط») في أحد مواقف سيارات متجر بست باي بشيكاغو ليسعفوه بعدها للمستشفى ويسحبوها من معدته. ومن ثم عاد وينتز للعيش مع أهله في ويلميت.
وصل الألبوم الثاني إلى المرتبة التاسعة على لائحة بيلبورد 200 لمبيعات الألبومات الموسيقيَّة بعد صدوره في مايو عام 2005. انشهر الألبوم من الأغنية المفردة الترويجيَّة الصادرة عنه «شوغر وير غوين هوم» التي وصلت للمرتبة الثامنة على لائحة بيلبورد هوت 100 لمبيعات الأغاني المفردة في الولايات المتَّحدة في سبتمبر عام 2005، وبلغت كذلك الأغنية المرتبة الثامنة على لائحة مبيعات الأغاني المفردة في المملكة المتَّحدة في فبراير عام 2006 بعدما بدأت تظهر في محطات البوب الإذاعيَّة بدلًا من المحطات البديلة. أمَّا ثاني أغنية منفردة ترويجية صدرت عن الألبوم والتي حملت اسم «دانس دانس» فكانت قد وصلت إلى المراتب العشرة في المبيعات بالولايات المتَّحدة ودخلت ضمن فئة المبيعات البلاتينيَّة الثلاثيَّة بحلول عام 2014. أشارت مجلة رولينغ ستون المعنيَّة بالموسيقى إلى فرقة فول آوت بوي، وكيف استطاع الألبوم الذي أصدره مجموعة من المراهقين تحقيق النجاح في أمريكا الشماليَّة حتى عزفوا في كل حفلة من حفلاتهم لنحو العشرة ألاف شخص. أشارت المجلة أيضًا إلى حصول الأغاني الترتيليَّة للفرقة على شعبيتها بين «الفتيات المرتديات لسراويل الجينز الضيقة» على حد وصف المجلة من خلال التسويق الذي حظيت به على موقع ماي سبيس. قامت الفرقة بالكثير والكثير من الحفلات والعروض في جولتها الموسيقيَّة العالميَّة بغية تعزيز شعبية ألبوم «فروم أندر ذا كورك تري»، فضلًا عن ظهورها في البرامج الليليَّة المُتأخرة وحفلات توزيع الجوائز الموسيقيَّة. كما عزفت الفرقة في العديد من المهرجانات الموسيقيَّة في الفترة من عام 2005 حتى عام 2006. كان من ضمن هذا مشاركة الفرقة خلال خريف عام 2005 في جولة موسيقيَّة مشتركة شملت حفلات في واحد وعشرين مدينة مع فرقة ذا ستارتينغ لاين، وفرقة موشن سيتي ساوندتراك، وفرقة بويز نايت آوت، بالإضافة إلى بانيك! آت ذا ديسكو. ترشَّح الألبوم لجائزة غرامي عن فئة أفضل فنان جديد، وحقَّق مبيعات تجاوزت 2.7 مليون نسخة في الولايات المتَّحدة وحدها ليصبح الألبوم الأكثر مبيعًا للفرقة. كما فازت أغنية «شوغر وير غوين هوم» جائزة في حفل توزيع جوائز الموسيقى المصوَّرة للإم تي في.

### «إنفينتي أون هاي» (2007)

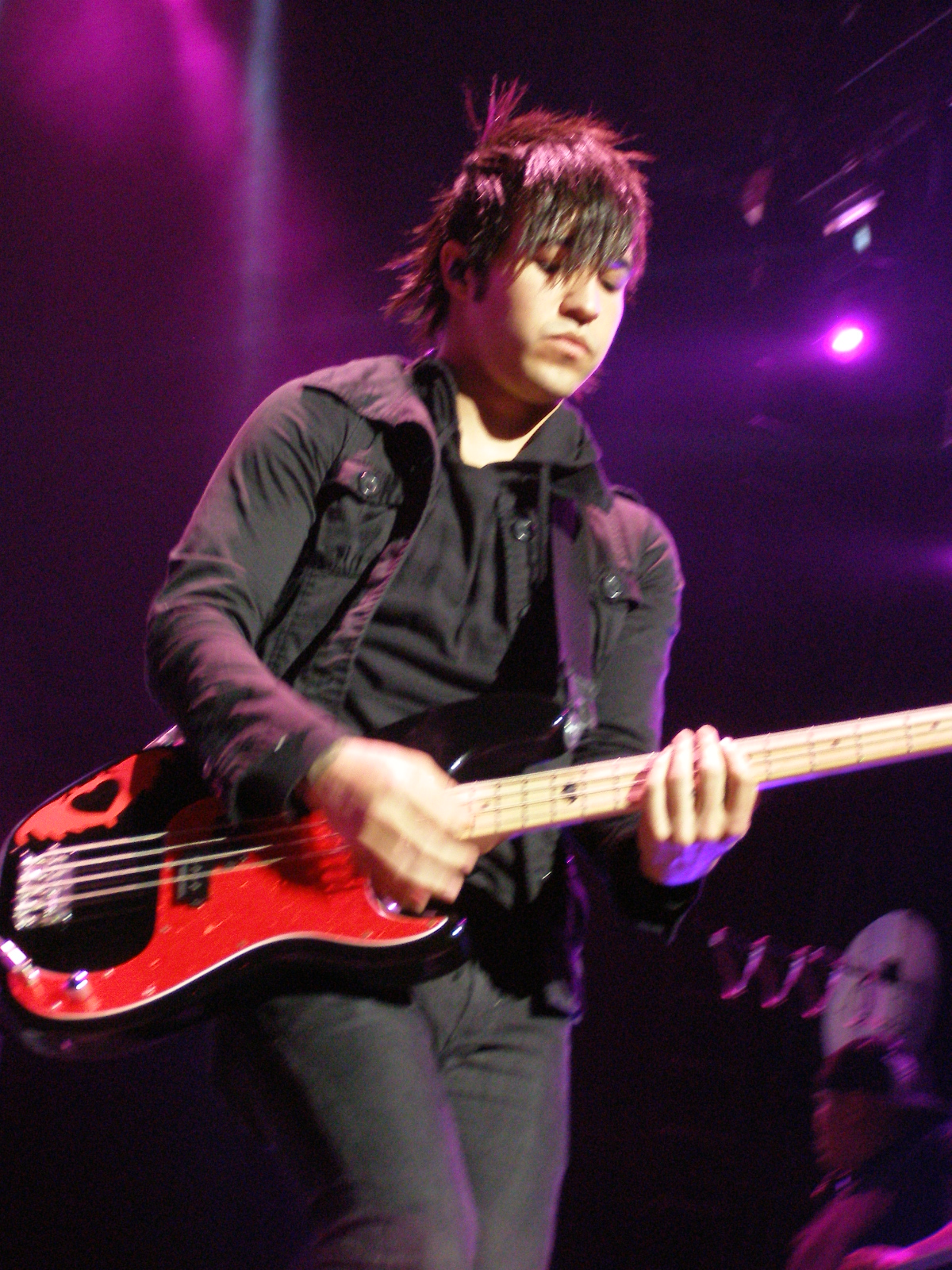
أصبح بيت وينتز (هنا يظهر في صورة تعود لمايو عام 2007) المتحدِّث باسم الفرقة ومحط أنظار صحف إشاعات وأخبار المشاهير خلال فترة منتصف العقد الأول من القرن الواحد والعشرين.

أصبح وينتز الذي كان «شخصًا اجتماعيًا على نحوٍ استثنائيّ» العضو الأشهر في الفرقة على خلفية النجاحات العدة التي حقَّقتها الفرقة ضمن فئات المبيعات البلاتينيَّة. أفشى وينتز بسر محاولة إقدامه على الانتحار لوسائل الإعلام وانتشرت صور عاريَّة له على الإنترنت في عام 2006. كما زادت شهرته وتركيز صحف الإشاعات وأخبار المشاهير الأمريكيَّة عليه لعدة أسباب أخرى منها تسويقه لعلامة تجاريَّة للملابس خاصَّة به، وإطلاقه لشركة ديكيدانس للتسجيلات الموسيقيَّة المرتبطة بشركة فيولد باي ريمن، فضلًا عن علاقته مع مغنية البوب آشلي سيمبسون. كما افتتحت الفرقة فعالية موسيقيَّة خاصَّة بموسيقى البوب بانك على خلفية النجاح والشهرة التي حقَّقوها بعد فوزهم بجائزة في حفل توزيع جوائز إم تي في للموسيقى المصوَّرة. شاركت في هذه الفعالية كل من فرقة أول أميركان ريجيكتس، وفرقة ويل نون سيكريت، وفرقة هاوثورن هايتس، وفرقة فروم فيرست تو لاست. كما شارك في نصف حفلات الجولة فرقة ذا هاش ساوند، وفرقة أكتوبر فول في النصف الآخر. عزفت الفرقة في خمسة وثلاثين عرضًا في كل من الولايات المتَّحدة وكندا والمملكة المتَّحدة.
أخذت الفرقة بعد هذه الجولة لترويج ألبومهم الثاني استراحة لمدة شهرين، وعاد الأعضاء إلى الاستديو لمباشرة العمل على ألبومهم المقبل. كانت الفرقة قد بدأت مسبقًا بتأليف أغاني للألبوم الجديد خلال جولاتهم الموسيقيَّة حتى يظلوا محافظين على زخمهم في أعقاب النجاح الكبير الذي حقَّقوه. أصدرت فرقة فول آوت بوي ألبوم الاستديو الثالث في مسيرتها الموسيقيَّة بعنوان «إنفنيتي أون هاي» في مطلع عام 2007. كان هذا الألبوم ثاني ألبوم تُصدره الفرقة بعد تعاقدها مع شركة آيلاند ريكوردز للتسجيلات الموسيقيَّة وهي من الشركات الكبرى في المجال. تميَّز الألبوم الجديد باختلاف موسيقاه عن الصوت المعهود للفرقة حيث أدخلت الفرقة في أغاني الألبوم مجموعة متنوعة من الأنماط الموسيقيَّة مثل الفانك، والريذم أند بلوز، والفلامنكو. كما أشارت مجلة بيلبورد إلى ابتعاد الفرقة أكثر فأكثر عن جذورها في موسيقى الهاردكور البانك مقابل تأليفها لأغاني بوب من السهل على شرائح كبيرة من الناس الاستماع والإعجاب بها. وبالفعل فقد ابتعدت الفرقة بعض الشيء عن صوت البوب بانك الذي كان غالبًا على أغاني ألبومهم الأول «تيك ذيس تو يور غريف» عام 2003.
شهد الأسبوع الأول الذي تبِعَ صدور ألبوم «إنفينتي أون هاي» في الأسواق نجاحًا ضخمًا حيث تصدَّر المرتبة الأولى على لائحة بيلبورد 200 مبيعات الألبومات في الولايات المتَّحدة بعدما تجاوزت مبيعات الألبوم في ذلك الأسبوع 260 ألف نسخة. كما احتل الألبوم واحدة من المراتب الخمس الأوائل من حيث المبيعات عالميًا. أصدرت الفرقة من الألبوم أول أغنية منفردة ترويجيَّة حملت اسم «ذا كاربل تانل أوف لوف». لم تحقق هذه الأغنية المنفردة نجاحًا يُذكر على لوائح بيلبورد للمبيعات. أمَّا الأغنية المفردة الثانية من الألبوم التي حملت اسم «ذيس أينت أسين إتس أن آرمز ريس» فهي كانت عاملًا هامًا في نجاح الألبوم بعد احتلالها للمرتبة الثانيَّة على لوائح المبيعات في كل من الولايات المتَّحدة والمملكة المتَّحدة، بالإضافة إلى احتلالها لمراتب عاليَّة في لوائح المبيعات ضمن الخمسة الأوائل في العديد من البلدان الأخرى حول العالم. أشار وينتز حول قرار الفرقة اختيار هذه الأغنية بالتحديد للإصدار كأغنية منفردة ترويجيَّة أنَّ الألبوم هذا كان يحتوي ربما على عدة أغاني أخرى كانت حقَّقت نجاحًا وشعبية أكبر في المحطات الإذاعيَّة لو أصدرتها الفرقة كأغاني منفردة، بيدَّ أنَّ الفرقة ارتأت وجود رسالة سديدة في هذه الأغنية بالذات. أصدرت الفرقة بعد ذلك أغنية منفردة ثالثة حملت اسم «ثانكس فور ذا ميموريز» التي حقَّقت نجاحًا أكثر تواضعًا حيث وصلت للمرتبة الحادية عشر على لوائح المبيعات، ولكن استطاعت مع تكرار بثِّها على المحطات الإذاعيَّة بيع مليونيّ نسخة في الولايات المتَّحدة. كان النجاح لأكبر لهذه الأغنية في أستراليا حيث وصلت هناك إلى المرتبة الثالثة على لوائح المبيعات. احتلَّت الفرقة في عام 2007 المرتبة التاسعة ضمن قائمة أكثر الفنانين الموسيقيين مبيعًا على الوسط الرقميّ بعدما بلغ عمليات الشراء التي حقَّقتها أغاني الفرقة إلى أكثر من 4.4 مليون أغنية رقميَّة بحسب إحصاءت نيلسن ساوندسكان. أمَّا الألبوم نفسه فتجاوزت مبيعاته المليونيّ نسخة عالميًا. كما دخل رسميًا ضمن الفئة البلاتينيَّة للمبيعات الموسيقيَّة في الولايات المتَّحدة.
انطلقت الفرقة في عام 2007 في جولة حفلات موسيقيَّة ترويجًا للألبوم. أعلنت الفرقة في بادئ الأمر تأجيلها للجولة بسبب مشاكل شخصيَّة، ولكن بدأت بعدها التجوال والعزف في حفلات بالاشتراك مع عدة فرق مساندة أخرى. كما شاركت الفرقة في جولة موسيقيَّة عالميَّة اشتركت فيها عدة فرق موسيقيَّة. تضمنت الجولة التي قامت بها الفرقة خشبات مسرح من تصميم روب دوبي احتوت على صور مستوحاة من كتاب الأطفال المصوَّر «حيث تكون الأشياء البرية» للكاتب والرسام الأمريكيّ موريس سينداك. أصدرت الفرقة ألبومًا مباشرًا لحفلة كانت قد سجَّلتها في مدينة فينيكس بتاريخ 22 يونيو عام 2007. عزفت الفرقة في الحفلة أغاني من الألبوم بالإضافة إلى أداءها لنسخة مقلَّدة سجَّلتها الفرقة في استديو من أغنية «بيت إت» للمغني مايكل جاكسون حيث عزف فيها جون ماير مقطعًا موسيقيًا على الغيتار. صدرت هذه النسخة كأغنية مفردة وحقَّقت مبيعات عاليَّة ضمن المراتب العشرة الأولى الأوائل على موقع آي تونز.

### «فولي آدو» (2008-2009)
قرَّر أعضاء الفرقة الالتزام بقدر أكبر من الغموض خلال الفترة التي عملوا فيها على تسجيل ألبومهم الرابع بسبب ما أصاب الفرقة من تثبيط في العزائم نتيجة ردود الفعل الإعلاميَّة على ألبومهم السابق «إنفنيتي أون هاي». واجهت الفرقة عددًا من التحديات خلال جلسات التسجيل حيث وصف ستامب عملية تأليف الألبوم بـ«المؤلمة»، وأشار إلى دخوله في كثير من الجدالات مع وينتز وكشف أنَّه رمى شيء في الهواء خلال إحدى جلسات التسجيل. هذا وقد شعر كل من تروهمان وهيرلي بأنهما لم يحظيا بالحرّية الموسيقيَّة الكافيَّة، وأنَّ ستامب ووينتز تحكما بالعملية الإبداعيَّة للفرقة بشكل كبير للغاية. اعتبر تروهمان أن الأمر برمته لم يعد شبيهًا بالفرقة وأنَّ وجوده ووجود هيرلي كان فقط لملأ الفراغ، ولكن لم يوجه في نفس الوفت اللوم لأحد حيث اعتقد أن الأمر كان أكثر تعقيدًا من ذلك. تكلَّم تروهمان مع ستامب حيال هذا الأمر مما أفضى إلى مشاركة تروهمان بصورة أكبر في عملية تأليف وتسجيل الألبوم الجديد. يتذكر تروهمان حول مساهمته الأكبر في الألبوم قائلًا: «جعلتني أشعر بأنَّ هذه الأغاني كانت تعود لي أكثر بكثير. وجعلتني مُتحمسًا للغاية حيال المشاركة في فول آوت بوي، وجعلتني أجد دوري في الفرقة».
وجدت الفرقة وإدارتها مع اقتراب موعد صدور الألبوم الجديد أنَّ عليهم التأقلم مع التغييرات الطارئة على مجال صناعة الموسيقى، إذ عانت الصناعة من تراجع في مبيعات الألبومات، وعدم وجود وسط مناسب كثيرًا يمكن من خلاله نشر الفيديوهات الموسيقيَّة المصوَّرة، فضلًا عن اشتداد حدّة الأزمة الاقتصاديَّة الماليَّة في الولايات المتَّحدة آنذاك. سعت الفرقة للترويج للألبوم من خلال إطلاقها لحملة تسويقيَّة في أغسطس عام 2008. استوحت الحملة أفكارها من رواية 1989 للكاتب جورج أورويل، ومنظَّمة «الأخ الأكبر» الديكتاتوريَّة الواردة في نفس الرواية. صدر ألبوم «فولي آدو» في ديسمبر عام 2008. بيدَّ أنَّه لم يحقق نفس القدر من النجاح التجاري الذي حققه ألبوم الفرقة السابق حيث وصل للمرتبة الثامنة على لائحة مبيعات بيلبورد 200 في الولايات المتَّحدة. وبلغ عدد النسخ المباعة منه خلال الأسبوع الأول من طرحه في الأسواق نحو 150 ألف نسخة ليصبح ثالث ألبوم يحتل واحدة من المراتب العشر الأوائل على لوائح المبيعات في تاريخ الفرقة. كانت مبيعات الألبوم أقل من ألبوم الفرقة السابق الذي سجَّل خلال الأسبوع الأول من صدوره مبيع أكثر 260 ألف نسخة، فضلًا عن تصدره المرتبة الأولى على لوائح المبيعات. أمَّا ألبوم «فولي آدو» فاستمر لمدة أسبوعين فقط ضمن المراتب العشرين الأولى. ولم يستمر وجوده على لوائح المبيعات سوى لمدة اثنين وعشرين أسبوعًا، ولكنَّه احتل المرتبة الثالثة عد صدوره على كل من لائحة مبيعات ألبومات الروك الحديثة، ولائحة مبيعات الألبومات البديلة الصادرتين عن مجلة بيلبورد. منحت رابطة صناعة التسجيلات الأمريكيَّة ألبوم «فولي آدو» الفئة الذهبيَّة للمبيعات الموسيقيَّة بعد شهرين من صدوره مما يؤشر على تجاوزه عتبة مبيعاته المُصدَّقة النصف مليون نسخة. وصلت الأغنية المفردة الرئيسيَّة من الألبوم التي حملت اسم «آي دونت كير» للمرتبة الواحدة والعشرون على لائحة بيلبورد هوت 100 لمبيعات الأغاني المفردة. ونالت الأغنية فئة المبيعات البلاتينيَّة بعد تجاوز عتبة مبيعاتها المُصدَّقة المليون نسخة.
انطلقت الفرقة في جولة حفلات موسيقيَّة ترمي للترويج للألبوم حيث شملت الجولة حفلات وعروض في كل من الولايات المتَّحدة وكندا. واجهت الفرقة خلال جولة حفلاتها هذه تحديًا كبيرًا بسبب عدم ملاقاة الألبوم للإعجاب الكبير من جانب كثير من المعجبين حيث كان الجمهور يقاطع الفرقة بالصراخ حين تبدأ بعزف إحدى أغاني ذاك الألبوم. وقال عازف الغيتار جو تروهمان أن قسم من الأعضاء شعروا بالبأس وهم يعزفون أغاني الألبوم، فيما كان قسم آخر ثملًا غير مبالي. أصدرت الفرقة بعد ذلك ألبومًا تجميعيًا لأفضل الأعمال أحتوى على أنجح أغاني الفرقة سابقًا في الخريف. قرَّرت الفرقة بعد هذا الفشل أخذ فترة استراحة لبعض الوقت. وقد جاء القرار هذا بعد الخيبة التي مُنيت بها الفرقة من صناعة الموسيقى حيث قال ستامب أنَّ أعضاء الفرقة وجدوا أنفسهم يبذلون جهدًا من الناحيتين الإبداعيَّة والشخصيَّة دون وجود عزيمة تدفعهم لأجل ذلك. وهكذا أدرك ستامب حاجة الفرقة إلى أخذ استراحة فجمع الأعضاء وأخبرهم أنَّ أخذ استراحة كان أمرًا ضروريًا إذا ما أرادت الفرقة الاستمرار في المستقبل. هذا وقد شعر الشبان بأنَّ الآليات الحركيَّة التي ربطت الفرقة كانت قد تغيَّرت مع تطور شخصيات كل عضو من أعضاءها.
اختلفت الإشاعات المُتناقلة والأحاديث المغلوطة حيال ما قد تعنيه هذه الاستراحة حيث لم يرد وينتز الإشارة إلى هذه الفترة بـ«الانقطاع» بل اعتبرها مجرد وقت ستأخذه الفرقة للتخفيف من الضغوط لا أكثر. عزفت الفرقة آخر حفلة لها قبل دخولها في فترة استراحة في ميدان ماديسون سكوير غاردن بمدينة نيويورك يوم 4 أكتوبر عام 2009. ظهر مارك هوبس من فرقة بلينك-182 قبل مشارفة الحفلة على الانتهاء ليحلق رأس وينتز، وهي حركة اعتبرها الكاتب أندي غرين من مجلة رولينغ ستون فيما بعد بأنَّها حركة اتصفت برمزيتها بسبب دلالتها على التخلي عن الماضي، ولكنه اعتبرها إنذارًا بحلول فصل مظلم للغاية من تاريخ الفرقة على حد وصف غرين.

### فترة الانقطاع ومشاريع الفرقة الجانبية (2010-2012)
كان وزن ستامب قد ازداد إلى حد كبير بحلول الوقت الذي بدأت فيه فترة الاستراحة. وكان الأخير يمقت جدًا الصورة التي كان يظنها الناس حول كون الفرقة فرقة إيمو. في حين عانى قارع الطبول أندي هيرلي من اكتئاب شديد بعد عودته لمنزله، وقال بأنَّه شعر بفراغ كبير عندما تقع عيناه على التقويم الشهري ليجده فارغًا. أمَّا وينتز الذي كان حينها يتعاطى الزاناكس والكلونوبين فقد تطلق من زوجته آشلي سيمبسون وخضع للعلاج النفسيّ. أشار وينتز إلى هذه الفترة من حياته وكيف وجد نفسه يتسكع دون مغزى بعدما افتراق الفرقة. أراد وينتز تغيير سمعته السابقة كقائد الفرقة المكروه والذي بالغ في ظهوره حيث رغب بالنضوج أكثر بعدما لزِم عليه مشاركة وصاية ابنه مع زوجته السابقة. وقال وينتز أنَّه بدأ يشعر بالرضا إزاء نضوجه ودخوله عالم الراشدين.
عمل كل عضو من أعضاء الفرقة خلال فترة الانقطاع على الانغماس ومتابعة اهتماماتهم الموسيقيَّة والتي باء بعضها بدرجات متفاوتة من الفشل. كان ستامب العضو الوحيد من الرباعي الذي عمل على مشروع موسيقيّ خاص به خلال هذه الفترة حيث سجَّل بمفرده ألبومًا كاملًا حمل اسم «سول بانك». تولَّى ستامب تأليف وإنتاج والعزف على جميع الآلات في جميع الأغاني التي احتواها هذا الألبوم دون مساعدة من أحد. كما تزوج ستامب من حبيبته التي كانت قد استمرت علاقته بها لفترة طويلة من الزمن. هذا وقد استطاع كذلك خسار أكثر من 25 كيلوغرام من وزنه من خلال ممارسته للتمارين الرياضيَّة والتخفيف من تناوله للطعام. بدَّد ستامب معظم مدخراته الماليَّة بعدما صرفها على جمع فرقة موسيقيَّة كبيرة لتقوم بحفلات موسيقيَّة للترويج لألبومه «سول بانك». بيدَّ أنَّ مبيعات هذا الألبوم لم تكن كبيرة ولم يستطع الألبوم تحقيق نجاح تجاريّ يُذكر. نشر ستامب خلال مرحلة مظلمة من سيرته الموسيقيَّة منشورًا مؤلَّفًا من 1500 كلمة على إحدى المدوِّنات في فبراير عام 2012. انتقد ستامب في منشوره عدم تقبل المعجبين لألبومه وردة فعلهم القاسيَّة حياله، فضلًا عن نظرة البعض له كشخص ولَّى عليه الزمن حين ما زال في السابعة والعشرين من العمر. أدَّعى ستامب أنَّ بعض المعجبين تعرضوا إليه وضايقوه خلال جولة حفلاته الموسيقيَّة التي قام بها للترويج لألبومه المفرد حتى أنَّ البعض أخبروه بأنَّهم أحبوه بدينًا أكثر من الآن، وذلك بعدما رأوه خاسرًا لوزنه. ألقى ستامب باللوم حيال الأمر على السمعة التي اشتهرت بها الفرقة والتي اعتبر أنَّها لعبت دورًا برأيه في منعه من محاولة البدأ في مزاولة الموسيقى بمفرده بدءًا من الصفر. لمع نجم ستامب كمؤلف أغاني ومنتج بعد مشاركته في تأليف أغاني مع برونو مارس، وأول تايم لو، بالإضافة إلى محاولته التمثيل.
شكَّل ويتز في أثناء فترة الانقطاع ثنائي موسيقى إلكترونيَّة مع المغنية بيبي ريكسا حمل اسم «بلاك كاردز» في شهر يوليو من عام 2010. أصدر ذلك المشروع أغنية منفردة واحدة قبل تأخير موعد إصدار ألبوم الثنائي مما أدَّى إلى خروج ريسها من المشروع في عام 2011. وحلَّ محلها سبنسر بيتسرون حتى تم الانتهاء من العمل على ألبوم قصير حمل عنوان «يوز يور ديسلوجن» في عام 2012. كما أكمل وينتز خلال هذه الفترة كتابة رواية حملت عنوان «رمادي» كان قد بدأ الأخير بالعمل عليها بصورة جانبيَّة قبل ستة سنوات. كما استضاف وينتز برنامج تلفزيون واقع خاصًّا بالتنافس على رسم الوشوم يدعى «بيست إنك». في حين انخرط هيرلي بعدة مشاريع روك خلال فترة الانقطاع حيث شارك كقارع للطبول في عدة فرق موسيقيَّة على مدة ثلاثة أعوام. واستمر بالإشراف على إدارة شركة التسجيلات الموسيقيَّة خاصته فاك سيتي. كما عزف كقارع للطبول في فرقة بيرنينغ إيمبايرز، وفرقة إنيبلر. كما شكَّل مجموعة هيفي ميتال موسيقيَّة تدعى ذا دامند ثينغز، وشارك في العزف فيها كل من تروهمان، وسكوت إيان، وروب كاجيانو من فرقة أنثراكس، وكيث باكلي من فرقة إيفري تايم آي داي. ظل أعضاء الفرقة ودودين مع بعضهم البعض رغم افتراقهم المؤقَّت، فمثلًا كان وينتز إشبين ستامب في حفل زفافه. عمومًا عادت فترة الاستراحة بالفائدة على الفرقة وأعضاءها وفقًا لما ذكره هيرلي حيث قال الأخير في عام 2013 أنَّ الانقطاع ساعدهم بمختلف الطرق على اكتشاف أنفسهم. أخصَّ هيرلي بالذكر كلًا من جو تروهمان، وباتريك ستامب الذين كانا صغيرين في السن، وبيت الذي أصبح خلال هذه الفترة «أفضل بمليون مرة» على حد تعبير هيرلي.

### لم الشمل وألبوم «سيف روك أند رول» (2013-2014)
ألتقى ستامب ووينتز للمرة الأولى في ثلاث سنوات خلال مطلع عام 2012 من أجل العمل على جلسة تأليف في الاستديو حيث تواصل وينتز مع ستامب بعدما كتب له رسالة. كما جاء ذلك على خلفية ما شعر به وينتز من مشاعر سلبيَّة وحاجته إلى منفذ يفرغ من خلاله طاقاته الإبداعيَّة. كان وينتز في بادئ الأمر مترددًا حيال فكرة التواصل مع ستامب حتى أنَّه شبَّه المكالمة التي أجراها معه بالعاشق الذي يكلِّم عشيقته بعد سنين من التعارك. أخبر وينتز ستامب قائلًا: «أعلم ماذا تحتاج.. تحتاج فرقتك.» هذا وأبدى وينتز تعجبه من ستامب أنَّ أعضاء الفرقة لم يلتقوا ببعض خلال الفترة الماضيَّة، رغم أنهم خلال عزفهم مع بعضهم كفرقة كانوا قد سدَّدوا أسعار بيوت بعضهم ومع ذلك عقَّب وينتز إلى ستامب أنَّ الأخير لم يرى ابنه حتى. كانت نتيجة هذا الحديث التسرع في العمل على ثلاثة أو أربع أغاني جديدة، ولكن اتفقا الاثنان أنَّ الأمر لم يكن صائبًا القيام به على هذا النحو. اجتمع الاثنان من جديد بعد عدة أشهر أخرى وبدأوا العمل على أغانٍ اعتبروا أنَّها تمثِّل الفرقة بحق في صورتها الحديثة. قرَّرت الفرقة أنَّه ينبغي على عودتها على الساحة أخذ الشكل الحاليّ الذي أصبحت عليه الفرقة. قال ستامب بأنَّ الفرقة لم ترد العودة إلى ما وصفه بـ«أمجادها» حتى تجني المال، وتدَّعي أنَّها تقلِّد أفضل انتحال للصورة نمطيَّة التي كانت قد اشهرت بها الفرقة في عام 2003. عقد الأعضاء الأربعة اجتماعًا سريًا دام يومًا كاملًا في منزل مدير الفرقة بمدينة نيويورك ناقشوا خلاله الأفكار والديناميكيات التي من شأنها إعادة لم شمل الفرقة وتسجيل ألبوم جديد. كان تروهمان آخر من علموا بالأمر بعدما تلقى من ستامب مكالمة هاتفيَّة دامت ثلاث ساعات. كان تروهمان الأكثر تحمسًا حيال المباشرة بمشاريع موسيقيَّة أخرى ولذلك فكان لديه عدد من الشروط حتى يقبل العودة للفرقة، إذ أخبر سترومان قائلًا: «لن أعود لهذه الفرقة إذا لم أكن أؤلف الموسيقى فيها». دعم ستامب طموحات تروهمان ووعد بجعله يأخذ دورًا أكثر نشاطًا في التأليف الموسيقيّ ضمن الفرقة.
كان الهدف الرئيسيّ لأعضاء الفرقة هو إعادة ابتكار صوت جديد مختلف كليًا من الصفر من خلال «إعادة تخيل» النمط الموسيقيّ للفرقة (كما سمَّاها تروهمان) حيث أراد الأعضاء توجيه نمطهم ليصبح أكثر تركيزًا على موسيقى البوب. شابت جلسات التسجيل عدد من الصعوبات بسبب ما عانته الفرقة من تحديات في محاولاتها لتأليف أغاني جديدة. وشكَّك واكر من احتمال تمكن الفرقة من تأليف ألبوم جديد نتيجة عدم ثباتهم على شيء، وتتالي مشاعر تثبيط العزائم التي واجهوها. استطاعت الفرقة في نهاية المطاف تسجيل الألبوم بأسره بسريَّة تامة بعيدًا عن أنظار المعجبين والنقَّاد وصناعة الموسيقى. رفضت الفرقة تسمية «لم الشمل» للإشارة إلى إعادة اجتماع أعضاء الفرقة، معتبرين أنَّهم لم يفترقوا بالأصل. أعلنت الفرقة في الأثناء عن مواعيد جولة حفلات لم شملها التي حملت عنوان «سيف روك أند رول» في 4 فبراير عام 2013. تضمن هذا الإعلان صورة لأعضاء الفرقة كانت قد أُلتقِطت في وقت مبكر من صباح ذلك اليوم وهم مجتمعين حول النيران يلقون فيها نسخًا من ألبوماتهم السابقة. كانت هذه الصورة ملتقطة في موقع كوميسكي بارك وهو ذات الموقع الذي جرت فيه فعالية رياضيَّة ترويجيَّة لكرة القاعدة في عام 1979، والتي تضمنت حينها إحراق ألبومات موسيقى الديسكو. ونشرت الفرقة على موقعها الإلكترونيّ رسالة كالآتي: «الشيء الوحيد الذي ساعدنا على تجاوز معظم الأيام عندما كنا أطفالًا هو الموسيقى. ولهذا السبب شكَّلنا فول آوت بوي في المقام الأول. هذا ليس لم شمل لأننا لم نفترق إطلاقًا. احتجنا فقط أخذ استراحة والعمل على بعض الموسيقى المهمة بالنسبة لنا. مستقبل فول آوت بوي يبدأ الآن. أنقذوا الروك أند رول...». تصدر ألبوم «سيف روك أند رول» المرتبة الأولى على لائحة بيلبورد 200 لمبيعات الألبومات الموسيقيَّة وباع ما يزيد عن 154 ألف نسخة في الولايات المتَّحدة بحسب إحصاءات نيلسن ساوندسكان. كان إصدار الألبوم الجديد ثالث أكبر نجاح تجاريّ حقَّقته الفرقة في غضون أسبوع واحد، وكان ثاني ألبوم في تاريخ الفرقة يتصدر لوائح المبيعات في الولايات المتَّحدة. تفاجئ الصحفيون المختصون بالشؤون الموسيقيَّة بالنجاح التجاريّ الذي حقَّقته الفرقة بعد عودتها. وصف أندي غرين من مجلة رولينغ ستون عودة الفرقة بـ«النهضة المذهلة» على حد تعبيره. في حين وصفت مجلة إنترتينمنت ويكلي تصدر الألبوم للمرتبة الأولى بـ«الإنجاز الكبير لفرقة اعتبر الكثيرون في المجال أنَّ النوع الذي يُعتبرون ملوكًا فيه كان قد أكلَ عليه الدهر وشرب.»

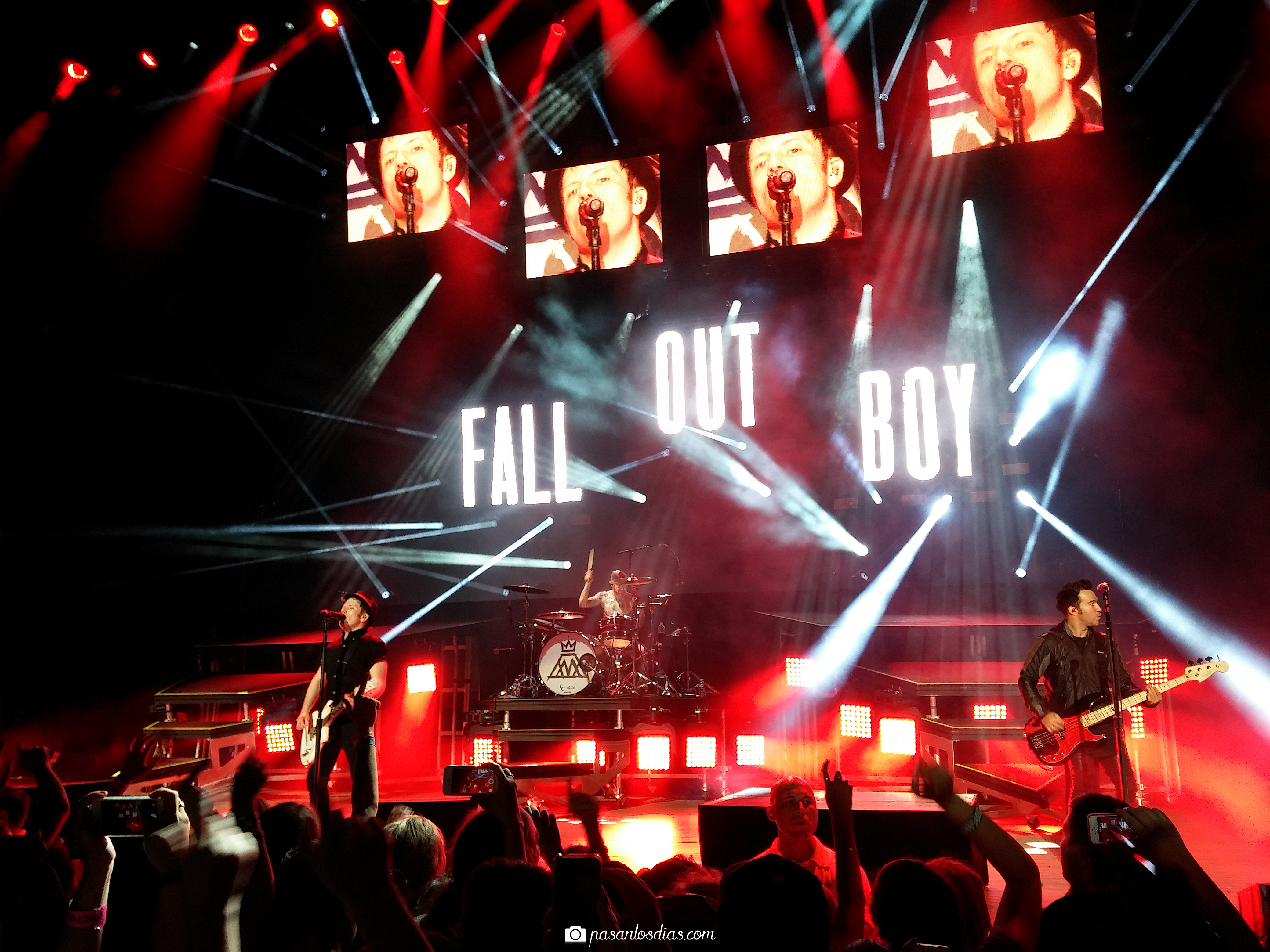
الفرقة خلال عزفها في عرض حي خلال جولة حفلاتها الموسيقيَّة المشتركة مع فرقة بارامور.

وصلت الأغنية المنفردة الرئيسيَّة من الألبوم التي حملت اسم «ماي سونغز نو وات يو ديد إن ذا دارك» إلى المرتبة الثالثة عشر على لائحة مبيعات بيلبورد هوت 100 للأغاني المنفردة مما جعلها أول أغنية منفردة تصل إلى واحدة من المراتب العشرين الأوائل على لائحة المبيعات منذ إصدار الفرقة لنسخة مقلَّدة من أغنية «بيت إت» لمايكل جاكسون في عام 2008. دخل الألبوم الفئة البلاتينيَّة الثلاثيَّة للمبيعات الموسيقيَّة في الولايات المتَّحدة بعد تجاوز عدد النسخ المباعة منه ثلاثة ملايين نسخ. أصدرت الفرقة سلسلة من الفيديوهات الموسيقيَّة المصوَّرة المصاحِبة لجميع أغاني الألبوم تحت عنوان «ذا يونغ بلود كرونوكيلز» خلال الفترة الممتدة من شهر فبراير عام 2013 حتى شهر مايو من عام 2014. هذا وقد أخذت الفرقة الفكرة من ثنائي الموسيقى الإلكترونيَّة الفرنسيّ دافت بانك. كما أصدرت الفرقة في أواخر عام 2013 ألبومًا قصيرًا متأثر بموسيقى البانك حمل عنوان «باكس إيه إم ديز». قامت الفرقة بأداء نسخة من أغنية «ساترداي نايتس أولرايت فور فايتنغ» للمغني الكبير إلتون جون من أجل تضمينها مع نسخ مقلَّدة لفرق وفنانين آخرين ضمن النسخة المعاد إصدارها من ألبوم «غودباي يلو بريك رود» احتفالًا بالذكرى الأربعين على صدوره، والتي صدرت في الأسواق بتاريخ 25 مارس عام 2014. وبالمقابل ظهر إلتون جون في أغنية «سيف روك أند رول» التي حملت اسم الألبوم.
قامت الفرقة بأداء جولة حفلات موسيقيَّة ترويجًا للألبوم وعزفت في العديد من المهرجانات الموسيقيَّة حول العالم لمدة ناهزت السنة والنصف. كما شاركت الفرقة في العزف بجولة حفلات موسيقيَّة شملت عددًا من المواقع في أمريكا الشماليَّة مع فرقة بارامور.

### «أميركان بيوتي/أميركان سايكو» (2004-2016)
كشف وينتز للإعلام في 2 يونيو عام 2014 بأنَّه بدأ مع ستامب بالعمل على تأليف مواد موسيقيَّة جديدة قائلًا: «نحن نعمل على التأليف. استمعتُ لتوي لشيء ألَّفه باتريك في المقطورة. لذلك فنحن نؤلِّف، وسننتهي من دورة الألبوم في جنوب أفريقيا بحلول شهر سبتمبر.» لم يحدِّد وينتز في مقابلة لاحقة جدولًا زمنيًا دقيقًا تنتهي الفرقة خلاله من عملها على الألبوم الجديد. وأشار إلى انشغاله بسبب ولادة ابنه الرضيع، وإنجاب زوجة باتريك لطفل بعدة فترة قصيرة، ولكنه توقع صدور الألبوم بحلول مطلع عام 2015. في ديسمبر عام 2014، عزفت الفرقة عددًا من العروض الموسيقيَّة التي رعتها محطات إذاعيَّة بمناسبة قدوم موسم الأعياد.
كانت أغنية «سينتشيوريز» أول أغنية مفردة تطلقها الفرقة من سادس ألبوم استديو في مسيرتها الموسيقيَّة. كان البث الأول للأغنية على محطة راديو بي بي سي 1 بتاريخ 8 سبتمبر عام 2014. وصدرت بعدها الأغنية في اليوم التالي عالميًا. كانت فرق الروك التي استطاعت تحقيق نجاح تجاريّ على محطات راديو التيار الشعبيّ السائد قليلة بحلول العقد الثاني من القرن الواحد والعشرين. ومع ذلك فقد تمكَّنت الأغنية من الوصول للمرتبة العاشرة على لائحة بيلبورد هوت 100 لمبيعات الأغاني المفردة في الولايات المتَّحدة. كما وصلت الأغنية للمرتبة الثالثة عشر على لائحة بيلبورد مينستريم توب 40 للأغاني الأكثر شعبيَّة. كما شاركت الفرقة في أغنية «باك تو إرث» من الألبوم الثاني للمغني ستيف آوكي والذي صدر بتاريخ 30 سبتمبر عام 2014. أصدرت الفرقة أغنية أخرى حملت عنوان «إمورتلز» بتاريخ 14 أكتوبر عام 2014. كانت هذه الأغنية جزءًا من الموسيقى المصوَّرة المصاحبة لفيلم «الأبطال الستة» الصادر عن شركة والت ديزني. كما قامت الفرقة في هذه الفترة بأداء نسخة من أحد أناشيد فريق شيكاغو بولز لكرة السلة بالاشتراك مع لوبي فياسكو، وصدرت هذه الأغنية في نوفمبر عام 2014.
أعلنت الفرقة عن عنوان ألبومها السادس «أميركان بيوتي/أميركان سايكو» بتاريخ 24 نوفمبر عام 2014. وطُرِحَ هذا الألبوم في الأسواق بتاريخ 20 يناير عام 2015. كما بثَّت الفرقة واحدة من أغاني الألبوم وأعلنت اسمه على راديو بي بي سي 1 في المملكة المتَّحدة. احتل الألبوم المرتبة الأولى على لائحة بيلبورد 200 لمبيعات الألبومات في الولايات المتَّحدة، وبلغت مبيعاته خلال الأسبوع الأول من صدوره نحو 192 ألف نسخة وما يعادل 218 ألف وحدة مكافئة كانت قد بيعت منه. أصبح الألبوم ثالث ألبوم في تاريخ الفرقة يصل للمرتبة الأولى على لائحة مبيعات بيلبورد. عزفت الفرقة خلال يناير عام 2015 عرضين موسيقيين صغيرين في لندن وشيكاغو صاحبا صدور الألبوم في الأسواق. دخل الألبوم ضنت فئة المبيعات البلاتينيَّة في الولايات المتَّحدة بتاريخ 1 مارس عام 2016 بعدما بلغ عدد مبيعات الألبوم مليون وحدة. عزفت الفرقة خلال الفترة من فبراير حتى مارس في مهرجان موسيقي بأستراليا، بالإضافة إلى إقامتها لحفلتين موسيقيتين في مدينتيّ سيدني، وبريزبان.
قامت الفرقة بعد ذلك بالمشاركة في مراسم إدخال فرقة غرين داي ضمن الصالة الفخريَّة للروك أند رول في 18 أبريل عام 2015. وفي 18 مايو، ظهرت الفرقة في أداء حي لأغنية «أوما ثورمان» مع مغني الراب ويز خليفة في حفل توزيع جوائز بيلبورد الموسيقيَّة لعام 2015. قامت الفرقة بعد ذلك في الفترة من يونيو حتى أغسطس عام 2015 بالانطلاق في جولة حفلات موسيقيَّة مشتركة عبر الولايات المتَّحدة مع ويز خليفة، وهودي ألن، وماكس.
في 1 أكتوبر عام 2015، انطلقت الفرقة في جولة حفلاتها الموسيقيَّة للترويج للألبوم في أوروبا حيث عزفت في أول حفلة لها في العاصمة الأيرلنديَّة دبلن. تألَّفت هذه الجولة من اثنتا عشر حفلة وشملت كلًا من المملكة المتَّحدة وروسيا وأوروبا القاريَّة. في 24 مايو عام 2015، أعلنت الفرقة عن انضمام مغني الراب الإنجليزيّ المعروف باسم بروفيسور غرين لمساندة الفرقة في حفلاتها الموسيقيَّة في المملكة المتَّحدة. كما انضم إليهم الثنائي الراقص من نيويورك مات وكيم كمساندة إضافيَّة للفرقة في جولتها الموسيقيَّة بالبلاد. في 23 أكتوبر عام 2005، أعلنت الفرقة عبر حسابها على تويتر إصدار نسخة أعيد تسجيلها من الألبوم حملت عنوان «ميك أميركا سايكو أغين». تختلف هذه النسخة عن نسخة الألبوم الأصليَّة أنَّ كل أغنية تحوي على مغني راب مختلف الذين يغنون أغاني الألبوم. صدر هذا الألبوم بتاريخ 30 أكتوبر عام 2015. واحتوى على نسخة من أغنية «أوما ثيرمان» شارك فيها مغني الراب ويز خليفة والتي كانت قد عزفتها الفرقة معه بالأصل في حفل توزيع جوائز بيلبورد الموسيقيَّة. في 1 مارس عام 2016، أعلنت الفرقة عن تشاركها في تصدّر الحفلة الموسيقيَّة الرئيسيَّة لمهرجانيّ ريدينغ وليدز الموسيقيين في المملكة المتَّحدة بالاشتراك مع فرقة بيفي كليرو.

### «مانيا» (2017-الآن)
في 27 أبريل عام 2017، أعلنت الفرقة عن تقرّر صدور ألبومهم الجديد يوم 15 سبتمبر عام 2017. حمل الألبوم الجديد عنوان «مانيا». وهكذا أصدرت الفرقة أول أغنية منفردة ترويجيَّة منه باسم «يونغ أند مينس» في نفس يوم صدور الألبوم. أمَّا الأغنية المنفردة الثانية من الألبوم فحملت اسم «تشامبيون» وصدرت في الولايات المتَّحدة يوم 22 يونيو، فيما صدرت عالميًا في اليوم التالي. نشرت الفرقة مقطعي الموسيقى المصورين المصاحب لكِلا الأغنيتين من خلال خدمة فيفو على موقع يوتيوب. وأعلنت بعدها الفرقة خططًا عن انطلاق جولة الحفلات الموسيقيَّة الترويجيَّة للألبوم في أمريكا الشماليَّة في شهر أكتوبر 2017. وتقرَّر مشاركة كل من مغني الراب بلاك بير، ومغني الراب والممثِّل جيدن سميث. كما أعلنت الفرقة عن إقامتها لحفلات وعروض في أستراليا في عام 2018 بالاشتراك مع فرقة واكس. في 3 أغسطس عام 2017، نشر باتريك ستامب تغريدة على موقع تويتر أعلن فيها عن تأخير موعد صدور الألبوم حتى يوم 19 يناير عام 2018 بسبب عدم شعور الفرقة بالرضا إزاء نتيجة عملهم الموسيقيّ حينها.
في 14 سبتمبر عام 2017، أصدرت الفرقة ثالث أغنية منفردة ترويجيَّة من الألبوم التي حملت اسم "ذا لاست أوف ذا ريل ونز" في أمريكا الشماليَّة، تبعها إصدار الأغنية في الأسواق العالميَّة في اليوم التالي. عزفت الفرقة هذه الأغنية على برنامج "جيمي كيمل لايف!" يوم 18 سبتمبر عام 2017. وجاء ذلك بعد عزف الفرقة الأغنية للمرة الأولى في شيكاغو يوم 16 سبتمبر. أعلنت الفرقة انتهاء الألبوم أخيرًا في 6 نوفمبر عام 2017 ونشرت قائمة الأغاني التي سيشملها الألبوم. أصدرت الفرقة رابع أغنية مفردة ترويجيَّة من الألبوم يوم 15 نوفمبر والتي حملت اسم "هولد مي تايت أور دونت". صاحب صدور الأغنية في الأسواق إطلاق فيديو مصوَّر مصاحب لها. صدر ألبوم «مانيا» في الأسواق رسميًا بتاريخ 19 يناير عام 2018. دخل الألبوم للمرتبة الأولى على لائحة بيلبورد 200 لمبيعات الألبومات الموسيقيَّة ليصبح ثالث ألبوم على التوالي يعتلي المرتبة الأولى على لائحة بيلبورد 200 في تاريخ الفرقة، وهو بالعموم رابع ألبوم يحتل المرتبة الأولى على اللائحة.
أصدرت الفرقة ألبومًا قصيرًا حمل عنوان ليامانيا في 23 فبراير عام 2018. احتوى هذا الألبوم القصير على ثلاث تسجيلات تجريبيَّة غير مكتملة. أصدرت الفرقة بعدها ألبومًا قصيرًا آخر حمل عنوان «ليك إيفيكت كيد» يوم 23 أغسطس عام 2018. تضمن هذا الألبوم القصير نسخة جديدة من تسجيل تجريبيّ حمل نفس اسم الشريط الممزوج الذي كانت قد أصدرته الفرقة قبل عشر سنوات في عام 2008 تحت عنوان «سيتزنز إف أو بي». عزفت الفرقة في مُدرَّج ريغلي بشيكاغو (وهي مسقط رأس الفرقة) في سبتمبر عام 2018 مما جعل هذا العرض أول مرة تعزف فيها الفرقة في مُدرَّج رياضيّ. في 7 ديسمبر عام 2018، حظيت الفرقة بثاني ترشيح لجائزة غرامي في تاريخها عن فئة أفضل ألبوم روك.
في عام 2019، قاضت شرمة فوري بابيت الفرقة بسبب الإفراط في استخدام دمى اللاما التي تصنِّعها الشركة دون حصولها على إذن قانونيّ حيث قامت الفرقة باستخدام الدمى في عروض الفرقة الحيَّة، والأغراض الترويجيَّة التي تبيعها، وخلال ظهورهم في البرامج التلفزيونيَّة، وفي عدة فيديوهات موسيقيَّة مصوَّرة عدا الفيديو المصاحب لأغنية «يونغ أند مينس» الذي سمحت الشركة للفرقة باستخدام الدمى فيها. في 10 سبتمبر عام 2019، أعلنت الفرقة عن اشتراكها في جولة حفلات موسيقيَّة مع فرقة غرين داي، وفرقة ويزر كفرق رئيسيَّة ثلاث وافتتاح الحفلات من فرقة ذا إنتررابترز. كما أصدرت الفرقة أغنية باسم «دير فيوتشر سيلف» من ألبومهم التجميعيّ الثاني الذي صدر في شهر نوفمبر من عام 2019. أعلنت الفرقة عن تأجيل الحفلات الصيفيَّة من الجولة حتى عام 2021 بسبب جائحة فيروس كورونا.

## النمط الموسيقي والتأثيرات
تعتبر فرقة فول آوت بوي على نطاق واسع فرقة بوب بانك بيدَّ أنَّها ارتبطت كذلك بأنواع موسيقيَّة عدّة وهي البوب روك، والبوب، والروك البديل، والإيمو، والإيمو بوب، والباور بوب، والبانك روك، والإلكتروبوب. هذا فضلًا عن إدخال الفرقة لعناصر مستوحاة من الموسيقى الإلكترونيَّة، وموسيقى الآر أند بي، وموسيقى السول، والفانك، وموسيقى البلو أيد سول، والهيب هوب، والهاردكور بانك. اعتبرت الفرقة مجموعة موسيقى الإيمو «ذا غيت آب كيدز» كأحد التأثيرات من ضمن العديد من الفرق الأخرى. قال بيت وينتز أنَّ وجود فرقة فول آوت بوي لما كان ممكنًا من دون الإلهام الذي استقته الفرقة من «ذا غيت آب كيدز»، وجاء حديث ويتز هذا خلال مقابلة كانت قد أجرتها مجلة ألتيرنتيف برس مع وينتز في الوقت الذي انحلَّت فيه فرقة «ذا غيت آب كيدز» عام 2005. سأل جاريد لوغان الذي تولَّى إنتاج ألبوم الفرقة الأول عازف البيس بيت وينتز عن الصوت الذي أراد إظهاره في ألبوم الفرقة. وأجاب وينتز على سؤال لوغان من خلال إخراجه لألبومين لفرقة نيو فاوند غلوري. كما اعتبر وينتز كلًا من فرقة غرين داي، وفرقة مسفيتس، وفرقة رامونز، وفرقة سكريتشنغ ويزل، وفرقة ميتاليكا، وفرقة إرث كرايسس، وفرقة غوريلا بيسكيتس، وفرقة لايفاتايم كتأثيرات موسيقيَّة على الفرقة. كذلك تعترف الفرقة بجذورها الموسيقيَّة المتأصلة بموسيقى الهاردكور بانك حيث كان جميع أعضاء الفرقة جزءًا من الثقافة الفرعية المحليَّة للهاردكور بانك في شيكاغو قبل تشكيل الفرقة. وصف وينتز ارتباط الفرقة بهذا النوع الموسيقي قائلًا: «أعتقد أنَّ الأمر المثير للاهتمام هو أننا جميعًا فتيان هاردكور قبل تأليفنا لموسيقى بوب... يمنحنا هذا نمطًا مختلفًا لأننا سنكون في الصميم هاردكور دائمًا. سيكون هذا الجانب دائمًا متجليًا في الموسيقى. نحن فتيان هاردكور لم نقبل أن نكون فتيان هاردكور ليس إلَّا.» أشار وينتز إلى النوع الموسيقيّ الذي تعزفه الفرقة بمزيج ما بين «السوفتكور» والهاردكور بانك المختلط مع المظاهر الجاذبة في موسيقى البوب. أمَّا مغني الفرقة الرئيسي باتريك ستامب فقال أنَّ تأثره الموسيقيّ خلال نشأته شمل المغنيين الذين استمع إليهم مثل برنس، ومايكل جاكسون، وديفيد بوي.
كما اُعتبِرَ كل من ألبوم «تيك ذيس تو يور غريف» وألبوم «فروم أندر ذا كورك تري» بأنَّهما متأثرين بنوعيّ البوب بانك، والبانك الروك في أصوات هذين الألبومين وتأثيراتهما الباديَّة. في حين يشتمل ألبوم «إنفنتي أون هاي» على مجموعة واسعة من الأنماط الموسيقيَّة والأجناس العزفيَّة المختلفة حتى يشمل على تنسيقات أوركستراليَّة في أغنية «ثانكس فور ذا ميموريز»، وأغنية سرديَّة شعريَّة بطيئة على البيانو في أغنية «غولدن». كما تظهر في الألبوم تأثيرات متجليَّة من موسيقى الريذم أند بلوز مثلما هو الحال في أغنية «ذيس أينت آسين إتس أن آرمز ريس»، كما عمل منتج ومغني الريذم أند بلوز بيبي فيس على إنتاج أغنيتين من الألبوم. أمَّا ألبوم «فولي آدو» فواصلت فيه الفرقة تطوير وصقل صوتها حيث خفَّفت من تأثيرات البوب بانك، وانتقلت لاستخدام البيانو بصورة مكثَّفة أكثر (مثل أغنية «وات أكاتش دوني»، وأغنية «هيدفيرست سلايد إنتو كوبرتاون»، وأغنية «20 دولار نوز بليد»)، فضلًا عن تكثيف الفرقة لاستخدام السنثسيزر وإدخالها لكثير من الموسيقيين كضيوف في الأغاني. كما أظهرت الفرقة تأثّرها بعدد من الموسيقيين في أغنية «ديسلويال أوردر» حيث استعارت متتالية التوليف الموسيقيَّة التي تعزفها فرقة ذا هو في أغنيتها الشهيرة «بابا أورايلي». هذا وقد تعاونت الفرقة مع العديد من المنتجين والفناتين مثل ثنائي ذا نيبتونز، وتيمبلاند، وراين آدمز، وليل وين، وكانييه ويست الذي وصفه ستامب بـ«برنس جيله».

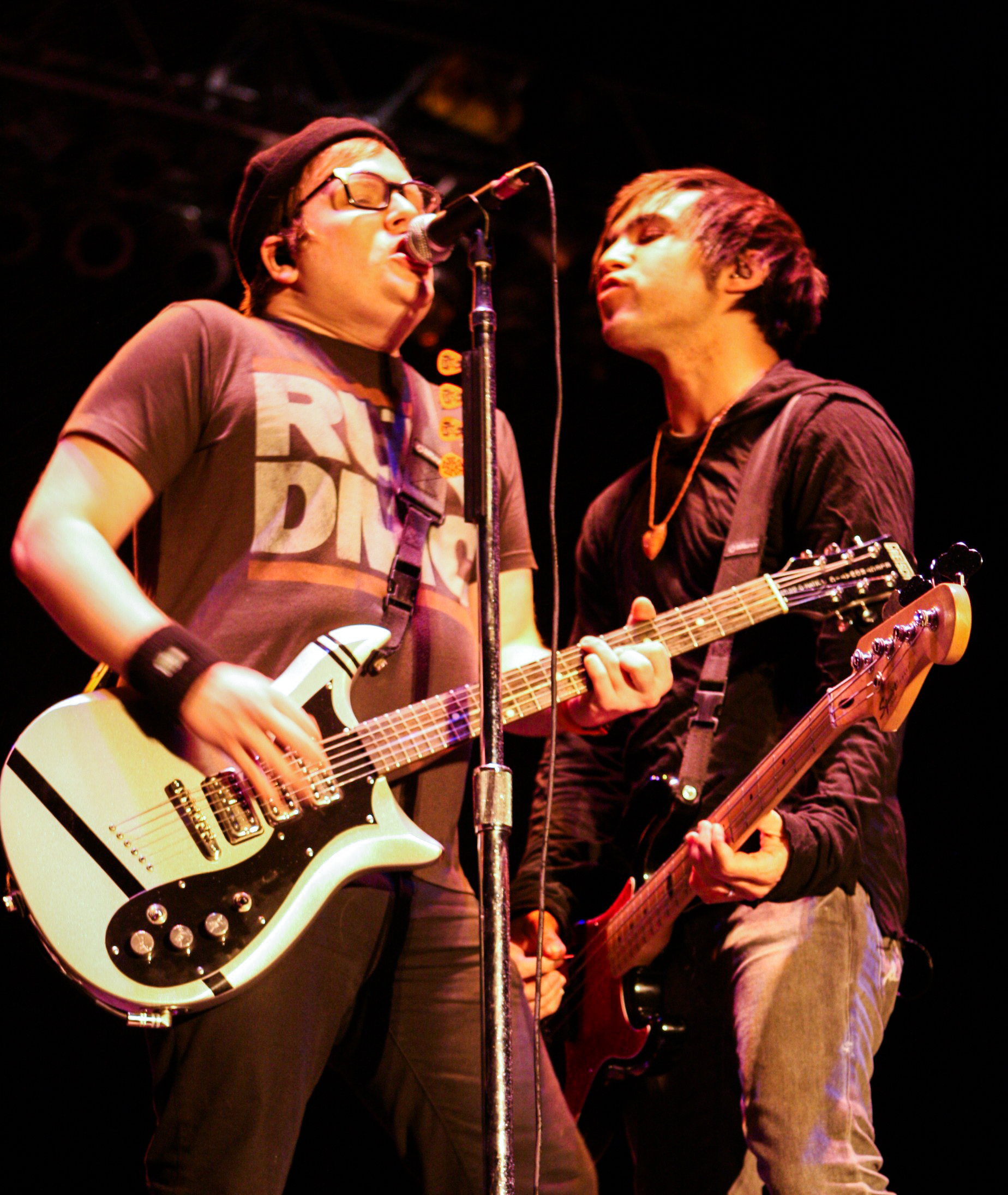
يتولَّى ستامب (على اليسار) بتأليف جزء كبير من ألحان الفرقة، في حين يتولَّى وينتز (على اليمين) كتابة أغاني الفرقة.

كان هدف الفرقة إعادة ابتكار صوتهم من الصفر بعدما عادت الفرقة من فترة الانقطاع التي كانت فيها وأصدرت ألبوم «سيف روك أند رول»، وعملت على ما أطلق عليه تروهمان «إعادة تخيل» النمط الموسيقيّ للفرقة حيث ركَّز الأعضاء على توجيه نمطهم ليصبح أكثر ارتكازًا على موسيقى البوب، مبتعدين عن جوانب موسيقى البانك التي اتصف بها صوتهم. وصف الكثيرون هذا الألبوم بخليط من البوب، والروك، والريذم أند بلوز، في حين اعتبر ديف سيمبسون من صحيفة الغارديان الألبوم من نوع البوب بانك، ولكن أشار أيضًا إلى تأثر أغاني الألبوم الشعريَّة بموسيقى فرقة هارت. استقت الفرقة في ألبوم «أميركان بيوتي/أميركان سايكو» تأثيراتها من مجموعة مختلفة من الفنانين المختلفين حيث وسَّعت الفرقة من أفاقها الموسيقيَّة أكثر من ألبومها السابق. أشار عازف الغيتار جو تروهمان في مقابلة مع مجلة رولينغ ستون إلى احتواء الألبوم على أنماط إيقاعيَّة مأخوذة من موسيقى الهيب هوب يصاحبها عزف للغيتار، معتبرًا أنَّ بها تجليات أكثر للعزف على الغيتار من ألبوم «سيف روك أند رول». وصفت آني زاليسكي من مجلة ألترنيتف برس أغاني الألبوم بمزيج من الأنماط الإيقاعيَّة المرنة وإيماءات البانك المعزوفة على الغيتار، فضلًا عن السمات البارزة التي تميّز البوب.
تأخذ كلمات الأغاني حيزًا كبيرًا من الصوت الخاص الذي تشتهر به الفرقة. يتولَّى عازف البيس بيت وينتز مهمة كتابة الأغاني بصورة أساسيَّة حيث يوظّف السخرية وغيرها من الأدوات الأدبيَّة لسرد تجارب وقصص شخصيَّة. قال وينتز في حول الأمر: «أكتب حول ما يحصل معي معظم الوقت أو أكتب ما اتخيل أنَّ الناس تمر به معظم الوقت.» استلهم وينتز بعضًا من كلماته من كتَّاب مثل تشارلز بوكووسكي، وإرنست هيمنغواي، وجاي تي لي روي، فضلًا عن مغنيي الراب مثل ليل وين الذي عدَّه وينتز مصدر الاستلهام الأساسيّ في كتابته لأغاني ألبوم «إنفنيتي أون هاي». كتب وينتز في الأعمال الموسيقيَّة الأولى للفرقة كلمات أغاني مبتذلة عن الحب وهجر الحبيبة. أمَّا المواضيع التي تناولها ألبوم «فروم أندر ذا كورك تري» فتضمنت النرجسية وجنون العظمة، في حين تناقش كثير من أغاني «إنفنتي أون هاي» سلبيات وإيجابيات الشهرة. استكشف وينتز خلال كتابته لأغاني ألبوم «فولي آدو» عددًا من المعضلات الأخلاقيَّة وأوجه القصور الاجتماعيَّة، بالإضافة إلى مفاهيم مثل الثقة، والخيانة، والمسؤولية، والالتزام. يحوي الألبوم بعض الإيحاءات السياسيَّة، ولكن تجنبت الفرقة في نفس الوقت إظهار الأمر بصورة واضحة في الكلمات وتركت التفسير مفتوحًا للمستمعين.

## الإرث
لعبت الفرقة أدوارًا هامَّة في السير المهنيَّة للعديد من الفنانين مثل بانيك! آت ذا ديسكو الذي كان لبيت وينتز الدور في توقيعه مع شركته الخاصَّة للتسجيلات الموسيقيَّة ديكيدانس في أواخر عام 2004. قام عدة فنانين موسيقيين مثل يو مي آت سيكس، وتايلور سويفت بإنشاء وأداء نسخ مُقلَّدة لأغاني الفرقة تقديرًا لها.
كان أعضاء الفرقة أول المنضمون إلى فئة «هول أوف وود» ضمن حفل جوائز وودي للإم تي في عام 2015. وعزفت الفرقة في حفل الجوائز خمسة أغاني مختلفة. ينال شرف القيام بهذا الفنانين الموسيقيين الذين وظَّفوا حفل الجوائز كمحطة انطلاق من أجل تحقيق النجاح التجاري في سيرهم الموسيقيَّة ما يعني تأثيرهم على الفرق القادمة. كما تعترف هذه الجائزة بالفرق التي تظل «متمسكة بجذورها» وتحافظ على قاعدة وفيَّة من المعجبين. فازت الفرقة الجائزة تحديدًا لأجل عرضها لأغنية «غراند ثيفت آوتمن» في عام 2004.
وضعت مجلة رولينغ ستون في قائمة ترتيبيَّة لأفضل 50 ألبوم بوب بانك على الإطلاق ألبوم «تيك ذيس تو يور غريف» خامس أفضل ألبوم على القائمة معتبرةً أنَّ ساعد في إطلاق نوع موسيقي جديد كليًا. وضعت مجلة كيرانغ! في قائمة مشابهة نفس الألبوم في المرتبة 11 من أصل 51 ألبوم، واعتبرته من أساسيات موسيقى البوب بانك وألبومات الانفصال. في عام 2018، وضعت روك ساوند الألبوم في المرتبة 18 ضمن قائمتها الخاصَّة بأفضل 100 ألبوم بوب بانك واصفة الألبوم بـ«الشاعري والمذهل تمامًا» في حين حلَّ ألبوم «فروم أندر ذا كورك تري» الصادر عام 2005 في المرتبة الثالثة بعد ألبوم فرقة غرين داي «دوكي»، وألبوم فرقة بلينك-182 «إنيما أوف ذا ستيت». وصفت روك ساوند هذا الألبوم بـ«العبقري والمثير للاهتمام تمامًا» وتوقعت أنَّه سيتم تذكر الألبوم بعض مضي خمسين عامًا عليه.
في عام 2017، أُعلِن عن فوز فول آوت بوي بأول جائزة قاعة روك ساوند للشهرة كجزء من حفل توزيع جوائز روك ساوند. صرَّح باتريك ستامب في مقابلة صاحبت فوز الفرقة عن سبب نجاح أغنية «شوغر وير غوين داون» أنَّ هذه الأغنية غيَّرت حياة ستامب واعتبرها واحدة من الأسباب الهامة التي جعلته يستمر في سيرته المهنيَّة. في عام 2009، اعتبر الكاتب مارتن سيزمار من صحيفة فينيكس تايمز أنَّ أغنية «شوغر وير غوين داون» قد تكون أكثر أغنية إيمو اُستمِعَ لها على الإطلاق.
اعتبارًا من عام 2020، ترشَّحت الفرقة لجائزتي غرامي دون الفوز بهما حيث كان ترشيحها الأول عن فئة أفضل فنان جديد في حفل توزيع جوائز غرامي عام 2006، وكان ترشيح الفرقة الثاني عن فئة أفضل ألبوم روك عن ألبوم «مانيا» الصادر عام 2018 في حفل توزيع جوائز غرامي عام 2019.
في 30 يوليو عام 2020، كانت الفرقة قد ترشحت لفئة «أفضل فيديو روك» في حفل توزيع جوائز إم تي في للموسيقى المصوَّرة عام 2020 ما يجعلهم أكثر فرقة موسيقيَّة تترشح لهذه الفئة.

## أعضاء الفرقة
| أعضاء حاليون - باتريك ستامب – غناء رئيسيّ (2001–2009، 2013–الآن)، غيتار الإيقاع، لوحة المفاتيح (2002–2009، 2013–الآن)، آلة إيقاع (2013–الآن) - جو تروهمان - غيتار رئيسيّ، غناء مساعد (2001–2009، 2013-الآن)، لوحة المفاتيح (2013–الآن) - بيت وينتز - غيتار البيس، غناء غير واضح، غناء مساعد (2001–2009، 2013–الآن) - أندي هيرلي – الطبول، إيقاع (2003–2009، 2013–الآن)،غناء مساعد (2013–الآن) | أعضاء سابقون - بن روز – - طبول، إيقاع (2001) - تي جاي كونيش - غيتار إيقاعيّ (2001-2002) - براندون هام - غيتار إيقاعيّ (2002) - مايك بارسكوفيتش - طبول، إيقاع (2001–2003) |

## ديسكوغرافيا
| السنة | الألبوم (الاسم الأصلي)          | الألبوم (نقحرته بالعربية)     |
| ----- | ------------------------------- | ----------------------------- |
| 2003  | Take This to Your Grave         | "تيك ذيس تو يور غريف"         |
| 2005  | From Under the Cork Tree        | "فروم أندر ذا كورك تري"       |
| 2007  | Infinity on High                | "إنفينتي أون هاي"             |
| 2008  | Folie à Deux                    | "فولي آدو"                    |
| 2013  | Save Rock and Roll              | "سيف روك أند رول"             |
| 2015  | American Beauty/American Psycho | "أميركان بيوتي/أميركان سايكو" |
| 2018  | Mania                           | "مانيا"                       |

## الجوائز والترشيحات

### جوائز مجلة ألترنيتف برس
| العام | الجائزة          | المرشح/العمل                         | النتيجة |
| ----- | ---------------- | ------------------------------------ | ------- |
| 2014  | فنان العام       | الفرقة                               | فوز     |
| 2014  | أفضل فرقة مباشرة | الفرقة                               | ترشيح   |
| 2014  | أفضل عازف بيس    | بيت وينتز                            | ترشيح   |
| 2014  | ألبوم العام      | "سيف روك أند رول"                    | ترشيح   |
| 2014  | أغنية العام      | "ماي سونغز نو وات يو ديد إن ذا دارك" | ترشيح   |
| 2015  | أفضل فيديو مصوّر  | "سينتشيوريز"                         | ترشيح   |
| 2015  | أفضل معجبين      | أوتكاست كيدز                         | ترشيح   |
| 2016  | أفضل مغني        | باتريك ستامب                         | فوز     |
| 2016  | فنان العام       | الفرقة                               | ترشيح   |
| 2017  | فنان العام       | الفرقة                               | ترشيح   |

### جوائز مهرجان الرقص العالمي
| العام | الجائزة                | المرشح/العمل | النتيجة |
| ----- | ---------------------- | ------------ | ------- |
| 2008  | "ثانكس فور ذا ميموريز" | الفرقة       | ترشيح   |

### جوائز مجلة كيرانغ!
| العام | الجائزة                     | المرشح/العمل                         | النتيجة |
| ----- | --------------------------- | ------------------------------------ | ------- |
| 2006  | أفضل فرقة موسيقية في العالم | الفرقة                               | ترشيح   |
| 2006  | أفضل ألبوم                  | "فروم أندر ذا كورك تري"              | ترشيح   |
| 2006  | أفضل أغنية مفردة            | "شوغر وير غوين داون"                 | ترشيح   |
| 2006  | أفضل فيديو                  | "شوغر وير غوين داون"                 | فوز     |
| 2007  | أفضل فيديو                  | "ذيس أينت آسين إتس أن آرمز ريس"      | فوز     |
| 2007  | أفضل ألبوم                  | "إنفينتي أون هاي"                    | ترشيح   |
| 2007  | أفضل فرقة عالمية            | الفرقة                               | ترشيح   |
| 2013  | أفضل فرقة عالمية            | الفرقة                               | ترشيح   |
| 2013  | أفضل فعالية                 | حفلة الفرقة في كامدن بلندن           | ترشيح   |
| 2013  | أفضل أغنية مفردة            | "ماي سونغز نو وات يو ديد إن ذا دارك" | ترشيح   |
| 2013  | أفضل أغنية مفردة            | "ذا فينكس"                           | فوز     |
| 2014  | أفضل فرقة عالمية            | الفرقة                               | فوز     |
| 2014  | أفضل فعالية                 | جولة "سيف روك أند رول"               | فوز     |
| 2014  | مغرّد العام                  | بيت وينتز                            | ترشيح   |
| 2015  | أفضل أغنية مفردة            | "سينتشيوريز"                         | ترشيح   |
| 2015  | أفضل فرقة عالمية            | الفرقة                               | ترشيح   |
| 2016  | أفضل فرقة عالمية            | الفرقة                               | ترشيح   |

### جائزة اختيار المراهقين
| العام | الجائزة                           | المرشح/العمل                      | النتيجة |
| ----- | --------------------------------- | --------------------------------- | ------- |
| 2006  | أفضل مجموعة روك                   | الفرقة                            | فوز     |
| 2006  | أفضل أغنية مفردة                  | "دانس دانس"                       | فوز     |
| 2007  | أفضل أغنية روك                    | "ثانكس فور ذا ميموريز"            | فوز     |
| 2007  | أفضل مجموعة روك                   | الفرقة                            | فوز     |
| 2008  | أفضل مجموعة روك                   | الفرقة                            | ترشيح   |
| 2008  | أيقونة السجادة الحمراء (فئة ذكور) | بيت وينتز                         | ترشيح   |
| 2015  | أفضل مجموعة (فئة ذكور)            | الفرقة                            | ترشيح   |
| 2015  | أفضل أغنية مفردة                  | "سينتشيوريز"                      | ترشيح   |
| 2015  | أفضل أغنية روك                    | "أوما ثيرمان"                     | ترشيح   |
| 2015  | أفضل جولة صيفية                   | جولة بويز أوف زومر (مع ويز خليفة) | ترشيح   |
| 2016  | أفضل مجموعة                       | الفرقة                            | ترشيح   |

### جوائز أخرى
| العام | الجائزة                                                          | المرشح/العمل                         | النتيجة |
| ----- | ---------------------------------------------------------------- | ------------------------------------ | ------- |
| 2004  | جائزة وودي من الإم تي في                                         | "غراند ثيفت أوتمن/وير إز يور بوي"    | فوز     |
| 2005  | جائزة الموسيقى المصوّرة من الإم تي في                             | "شوغر وير غوين داون"                 | فوز     |
| 2006  | جائزة ماتش ميوزيك عن فئة أفضل مجموعة عالمية                      | "دانس دانس"                          | فوز     |
| 2006  | جائزة الموسيقى المصوّرة من الإم تي في - اختيار المشاهدين          | "دانس دانس"                          | فوز     |
| 2006  | جائزة غرامي لأفضل فنان جديد                                      | الفرقة                               | ترشيح   |
| 2007  | جائزة نيكولودين الأسترالية للأطفال - الأغنية المفضلة             | "ثانكس فور ذا ميموريز"               | فوز     |
| 2007  | جائزة نيكولودين للأطفال - أفضل أغنية مفردة                       | "ثانكس فور ذا ميموريز"               | فوز     |
| 2007  | جائزة الموسيقى المصوّرة من الإم تي في - أفضل مجموعة               | الفرقة                               | فوز     |
| 2007  | جائزة نيكولودين للأطفال - أفضل فرقة                              | الفرقة                               | ترشيح   |
| 2008  | جائزة ماتش ميوزيك عن فئة أفضل فيديو عالمي                        | "تيك أوفر ذا بريكس أوفر"             | فوز     |
| 2008  | جائزة تي إم إف - أفضل أداء حي عالمي                              | الفرقة                               | فوز     |
| 2008  | جائزة تي إم إف - أفضل فرقة روك عالمية                            | الفرقة                               | فوز     |
| 2008  | جائزة تي إم إف - أفضل فرقة بديلة عالمية                          | الفرقة                               | فوز     |
| 2008  | جائزة الموسيقى المصوّرة من الإم تي في - أفضل فيديو روك            | "بيت إت"                             | ترشيح   |
| 2009  | جائزة إنرجي الموسيقية - أفضل فرقة عالمية                         | "آي دونت كير"                        | ترشيح   |
| 2013  | جائزة الموسيقى المصوّرة من الإم تي في - أفضل فيديو روك            | "ماي سونغز نو وات يو ديد إن ذا دارك" | ترشيح   |
| 2013  | جائزة الموسيقى المصوّرة الأوروبية من الإم تي في - أفضل فرقة بديلة | الفرقة                               | ترشيح   |
| 2014  | جائزة اختيار الناس - أفضل فرقة بديلة                             | الفرقة                               | فوز     |
| 2014  | جوائز بيلبورد الموسيقية - أفضل فنان روك                          | الفرقة                               | ترشيح   |
| 2014  | جوائز بيلبورد الموسيقية - أفضل ألبوم روك                         | "سيف روك أند رول"                    | ترشيح   |
| 2014  | جوائز سي إم تي الموسيقية - أفضل أداء في العام                    | الفرقة وذا باند بيري                 | ترشيح   |
| 2014  | جوائز الموسيقى العالمية - أفضل فرقة بديلة                        | الفرقة                               | فوز     |
| 2014  | جوائز الموسيقى العالمية - أفضل فرقة في العالم                    | الفرقة                               | ترشيح   |
| 2014  | جوائز الموسيقى العالمية - أفضل أداء حي في العالم                 | الفرقة                               | ترشيح   |
| 2014  | جوائز الموسيقى العالمية - أفضل ألبوم في العالم                   | "سيف روك أند رول"                    | ترشيح   |
| 2014  | جوائز الموسيقى العالمية - أفضل أغنية في العالم                   | "ماي سونغز نو وات يو ديد إن ذا دارك" | ترشيح   |
| 2014  | جوائز الموسيقى العالمية - أفضل موسيقى مصورة في العالم            | "ماي سونغز نو وات يو ديد إن ذا دارك" | ترشيح   |
| 2015  | جوائز بيلبورد الموسيقية - أفضل فنان روك                          | الفرقة                               | ترشيح   |
| 2015  | جوائز بيلبورد الموسيقية - أفضل أغنية روك                         | "سينتشيوريز"                         | ترشيح   |
| 2015  | جائزة الموسيقى المصوّرة من الإم تي في - أفضل فيديو روك            | "أوما ثيرمان"                        | فوز     |
| 2015  | جوائز الموسيقى الأمريكية - أفضل فنان روك - أفضل فرقة بديلة       | الفرقة                               | فوز     |
| 2015  | جائزة اختيار الناس - أفضل فرقة                                   | الفرقة                               | ترشيح   |
| 2016  | جوائز بيلبورد الموسيقية - أفضل فنان روك                          | الفرقة                               | ترشيح   |
| 2016  | جوائز بيلبورد الموسيقية - أفضل أغنية روك                         | "أوما ثيرمان"                        | ترشيح   |
| 2016  | جوائز راديو ديزني الموسيقية - أفضل أغنية راقصة                   | "أوما ثيرمان"                        | ترشيح   |
| 2016  | جوائز راديو ديزني الموسيقية - أفضل مجموعة موسيقية                | الفرقة                               | ترشيح   |
| 2016  | جائزة الموسيقى المصوّرة من الإم تي في - أفضل فيديو روك            | الفرقة                               | ترشيح   |
| 2018  | جائزة الموسيقى المصوّرة الأوروبية من الإم تي في - أفضل فرقة بديلة | الفرقة                               | ترشيح   |
| 2019  | جائزة غرامي لأفضل ألبوم روك                                      | "مانيا"                              | ترشيح   |

## وصلات خارجية
- فول آوت بوي على موقع IMDb (الإنجليزية)
- فول آوت بوي على موقع ميوزك برينز (الإنجليزية)
- فول آوت بوي على موقع رولينغ ستون (الإنجليزية)
- فول آوت بوي على موقع أول ميوزيك (الإنجليزية)
- فول آوت بوي على موقع ديسكوغز (الإنجليزية)